# Catedral de la Santa Cruz y Santa Eulalia (Barcelona)
La Catedral Basílica Metropolitana de la Santa Cruz y Santa Eulalia (en catalán: Catedral de la Santa Creu i Santa Eulàlia) —también llamada, en lugar de catedral, Seo— (en catalán: Seu) es la catedral gótica de Barcelona, sede de la archidiócesis de Barcelona, en Cataluña, España.
La catedral actual se construyó durante los siglos XIII a XV sobre la antigua catedral románica, construida a su vez sobre una iglesia de la época visigoda a la que precedió una basílica paleocristiana, cuyos restos pueden verse en el subsuelo, en el Museo de Historia de la Ciudad. La finalización de la imponente fachada en el mismo estilo, sin embargo, es mucho más moderna (siglo XIX). El edificio es Bien de Interés Cultural y, desde el 2 de noviembre de 1929, Monumento Histórico-Artístico Nacional.
Está dedicada a la Santa Cruz desde el año 599 y se añadió a partir del año 877 a Santa Eulalia, patrona de la ciudad de Barcelona (actualmente es más celebrada como tal la Virgen de la Merced que, estrictamente, es patrona de la diócesis de Barcelona, pero no de la ciudad), una joven doncella que, de acuerdo con la tradición católica, sufrió el martirio durante la época romana, al comunicar al gobernador romano de las persecuciones que sufrían los católicos. El gobernador lejos de ayudarla, la castigó por ser católica. Una de tales historias cuenta que fue expuesta desnuda en el foro de la ciudad y que milagrosamente, a mitad de primavera, cayó una nevada que cubrió su desnudez. Las enfurecidas autoridades romanas la metieron en un barril con vidrios rotos, clavos y cuchillos clavados en él y lanzaron cuesta abajo el barril (de acuerdo con la tradición, se trataría de la calle Baixada de Santa Eulàlia, Cuesta de Santa Eulalia). Y así, hasta trece martirios diferentes, uno por cada año de edad de la santa. Finalmente, fue crucificada en una cruz en forma de aspa, que es el emblema de la catedral y la diócesis, así como el atributo iconográfico de la santa.
La catedral cuenta con un claustro gótico en el que viven trece ocas blancas (se cuenta que Eulalia tenía trece años cuando fue ejecutada y que pastoreaba ocas en su predio de Sarrià, cerca de la ciudad).

## Edificio

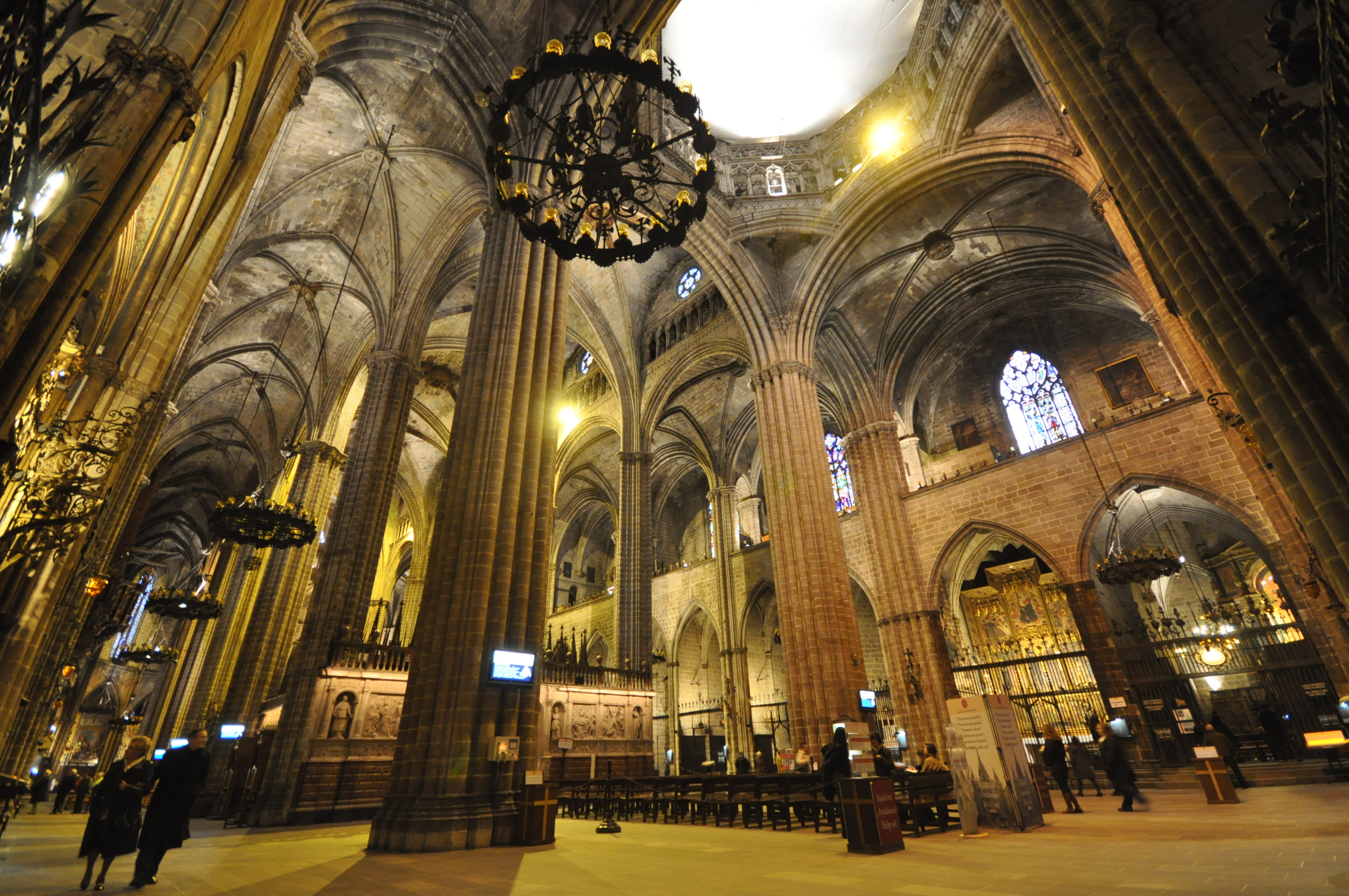
Interior

El edificio consta del templo y el claustro perfectamente unidos por un mismo estilo. La catedral mide 90 metros de longitud por 40 de ancho y el jardín del claustro es de 25 metros por lado por seis de anchura de cada galería de las cuatro que lo rodean.
La catedral está formada por tres naves de la misma altura, la central el doble de ancho que las laterales; desde el falso crucero las circulares se unen en girola, pasando por detrás del presbiterio y formando un arco semicircular, donde se alojan nueve capillas cubiertas por arcos ojivales de cuatro tramos y por encima de estas capillas se encuentran los vitrales góticos que llenan de luz el ábside. Hay una galería en forma de U que está por encima de las capillas laterales y sobre esta galería y las capillas radiales de la girola dando la vuelta a toda la nave central hay un falso triforio, desde donde se pueden ver las claves de bóveda a una corta distancia.
En las naves laterales hay otras 17 capillas, cubiertas por ojivas de seis tramos, con arcos apuntados en cada entrada; hay dos capillas colocadas entre cada contrafuerte con proyección interior. A estas capillas se ha de unir la capilla de Santa Lucía con entrada desde el exterior. En 1997 con motivo de la boda real que tuvo lugar se dibujaron los primeros planos completos de la Catedral de Barcelona incluyendo el claustro y las construcciones que se fueron agregando a lo largo del tiempo.

## Antecedentes

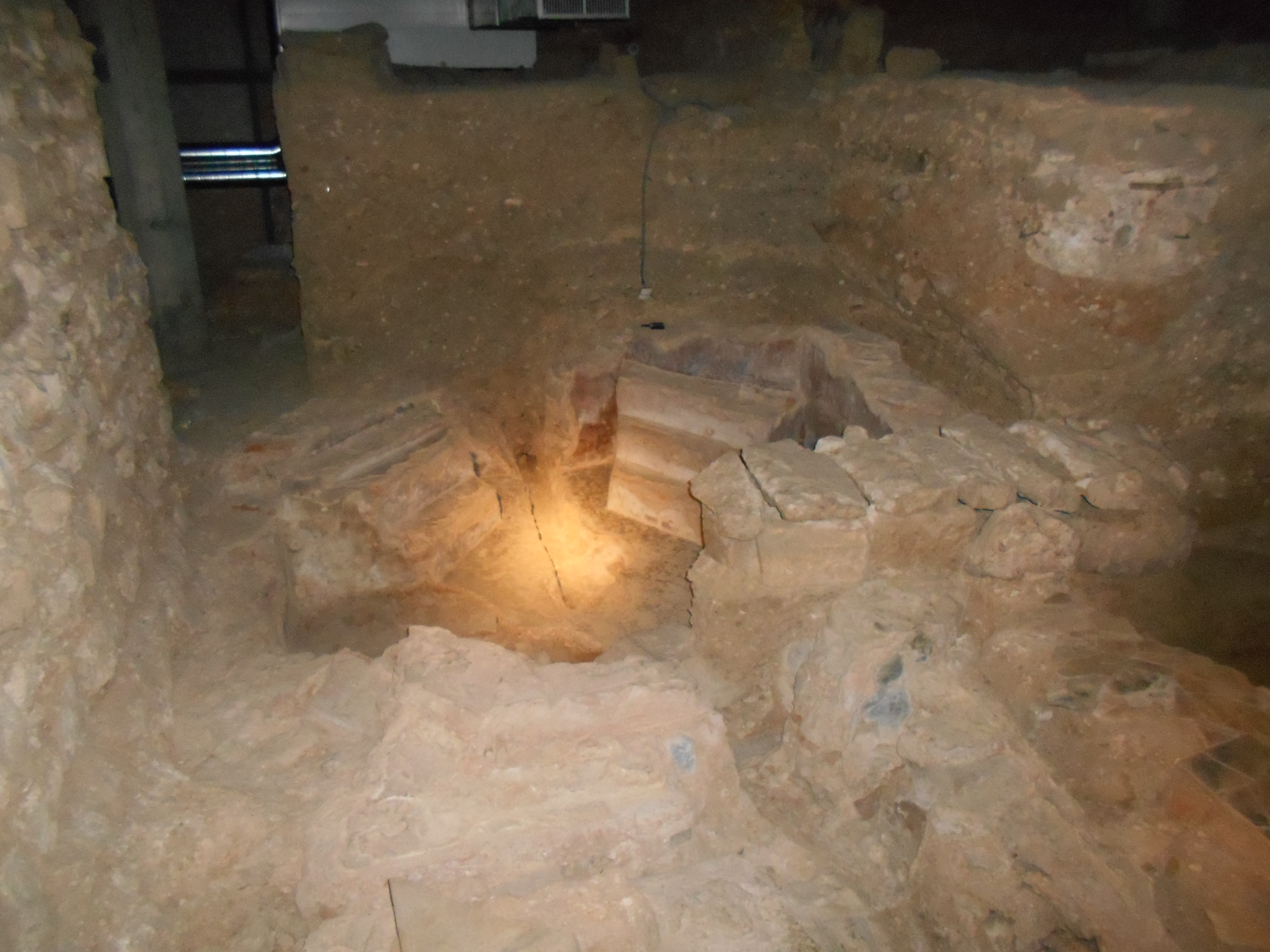
Piscina bautismal de la basílica paleocristiana de la Santa Cruz, Museo de Historia de Barcelona

El origen de la catedral está en una basílica paleocristiana dedicada a la Santa Cruz (siglos V-VII), de la que quedan algunos restos situados en el subsuelo de la actual plaza de Sant Iu y de la calle dels Comtes, así como algunos restos escultóricos que se conservan en el Museo de Historia de Barcelona. Era un templo de tres naves, con un baptisterio de planta cuadrada que albergaba una piscina octogonal. Esta basílica perduró en época visigótica, y durante la ocupación musulmana de la ciudad (718-801) pudo haber sido convertida en mezquita.
La basílica paleocristiana fue restaurada gracias a la iniciativa del obispo Frodoí hacia el 877, en ocasión del traslado de los restos de santa Eulalia a la cripta de la catedral. Sin embargo, poco se sabe del aspecto de la catedral en esta época, aunque se tienen noticias de que había dos altares dedicados a santa Coloma y santa María. El edificio pudo sufrir desperfectos durante la invasión de Almanzor (997), ya que poco después consta una donación «ad restaurationem nostre matris ecclesie».
La catedral fue reformada nuevamente en estilo románico, aunque tampoco se tienen muchas noticias de esta nueva construcción, excepto que fue consagrada en 1058, lo que permite suponer que debía ser un edificio diferente del paleocristiano o prerrománico. Probablemente ocupaba el espacio central de la actual catedral gótica, y si seguía el modelo de otras iglesias de la época —como la catedral de Elna o el monasterio de Sant Cugat del Vallès— debía tener tres naves con tres ábsides escalonados y pórtico de entrada; también tenía un campanario, que lindaba con el Palacio Condal. En 1186 consta la fundación de un altar consagrado a santo Tomás de Canterbury.

## Construcción gótica

Señal heráldica tradicional de la sede: en campo de gules, una cruz patada de plata

Se iniciaron las obras de construcción de la catedral gótica en mayo de 1298, reinando Jaime II y bajo el mandato obispal de Bernardo Pelegrí (1288-1300), empezando por la cabecera, desmontando a la vez la antigua catedral románica y aprovechando algún elemento escultórico como las impostas de la puerta de San Ivo. Las obras no se plantearon como la construcción de una nueva catedral sino como una reforma y ampliación de la catedral románica, 

(... extensione et ampliatione nostre catedralis ecclesie...)

 que se hizo por fases sin derribar nunca completamente el templo y haciéndolo servir para el culto durante toda la obra. Así la catedral gótica conserva el mismo eje que la románica y el deambulatorio está construido alrededor del ábside románico.
En la primera etapa se construye el ábside, las capillas radiales y la cripta del presbiterio que se terminó en 1338 siendo el maestro de obras Jaime Fabre, primero del que se tiene noticias, durante el mandato del obispo Ponç de Gualba (1303-1334). No se sabe cuándo Fabre dejó el cargo de maestro de obras, pero en 1358 ya estaba Bernat Roca construyendo los primeros tramos de la bóveda mayor y la galería de encima de las capillas; también fue este maestro el que comenzó el claustro. En 1384 el rey Pedro el Ceremonioso escribió una carta a Roca quejándose de haber roto las cañerías que llevaban agua al palacio real, por el poco cuidado que se tenía al ir derrumbando la catedral románica; Roca se hizo cargo de su reparación. Fallecido en 1388, continuó el picapedrero Pere Viader hasta el año 1397 en que fue maestro de obras el arquitecto Arnau Bargués, realizador de la sala capitular. Su ayudante Jaume Solá ocupó el cargo desde 1407 a 1412. Le sucedió Bartolomé Gual que permaneció largo tiempo en el cargo hasta el año 1441 y fue el constructor del cimborrio realizado con artesonado de madera; consta que se trasladó a Valencia para observar el de aquella ciudad. También trabajó en el claustro. Andrés Escuder fue nombrado el 1 de marzo de 1442 hasta que dimitió en 1463, siendo el que terminó el claustro y prácticamente la estructura total del templo. En espera de poder realizar la fachada, que ya estaba trazada por Carles Galtés de Ruan (llamado el Carlí) con fecha de 27 de abril de 1408. Se puede decir que las obras de la construcción gótica duraron unos 150 años.

## Exterior

### Fachada principal y cimborrio
Con motivo de la Exposición Universal de Barcelona (1888), después de casi cuatrocientos años sin hacer grandes obras en la catedral, gracias al promotor Manuel Girona i Agrafel y sus hijos, se reanudaron las obras, se convocó el concurso para la edificación de la fachada en el año 1882, estableciendo como criterio estilístico a seguir el gótico. Fue adjudicado a Josep Oriol Mestres, arquitecto titular de la catedral desde el año 1855. Se inspiró en las trazas realizadas en el año 1408 por Carles Galtés de Ruan.
La fachada neogótica de 40 metros de ancho, consta de la portada flanqueada por dos torres con altos pináculos, está ornamentada con todo tipo de elementos de estilo gótico de líneas verticales y con gran profusión de imágenes de ángeles y santos.

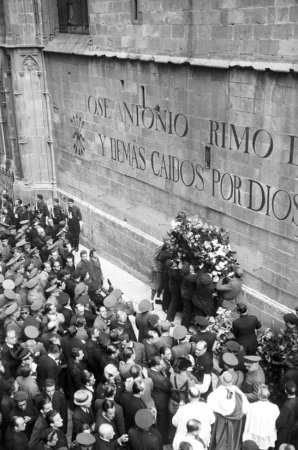
Inscripción propagandística de 1939 pintada por el régimen franquista en la fachada de la catedral, con el escudo de Falange y el lema «José Antonio Primo de Rivera y demás caídos por Dios y por España» (detalle).

El cimborrio, diseñado por el arquitecto Augusto Font Carreras tiene una altura de 70 metros y se llevó a cabo entre los años 1906 y 1913. El coronamiento exterior del cimborrio, se concluye con la imagen de Santa Elena, madre de Constantino, que se dice fue la que reencontró la verdadera Cruz, advocación de la catedral junto con la de Santa Eulalia; esta escultura fue realizada por el artista Eduard Alentorn. En las terminaciones de las cresterías hay imágenes de ángeles alados.

### Puertas

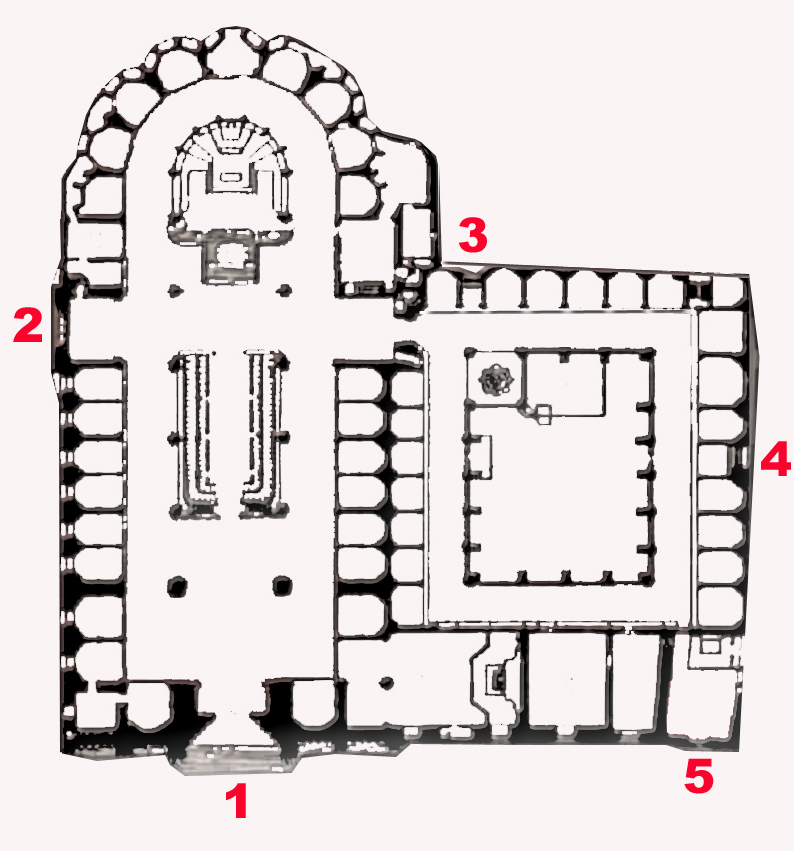
1- Puerta principal.
2- Portal de San Ivo.
3- Puerta de la Piedad.
4- Puerta de Santa Eulalia.
5- Puerta de Santa Lucía

Cinco son las puertas de la Catedral de Barcelona:
- La Principal, situada en el centro de la fachada de la plaza de la Catedral. Proyectada por el arquitecto Josep Oriol i Mestres es de estilo neogótico con un gran arco gótico con arquivoltas, presidida en su mainel por una escultura de Cristo, obra del escultor Agapito Vallmitjana, y a ambos lados de la puerta las imágenes de los apóstoles, del mismo autor. En las arquivoltas del pórtico se encuentran figuras de ángeles, profetas y reyes, un total de 76 figuras, que junto con la carpintería de la puerta fueron realizadas por el escultor Joan Roig i Solé. En la parte interior, los medallones grabados en piedra en el trasdós del arco de la entrada son del artista Antonio Claperós, representando la Ascensión y el Pentecostés.

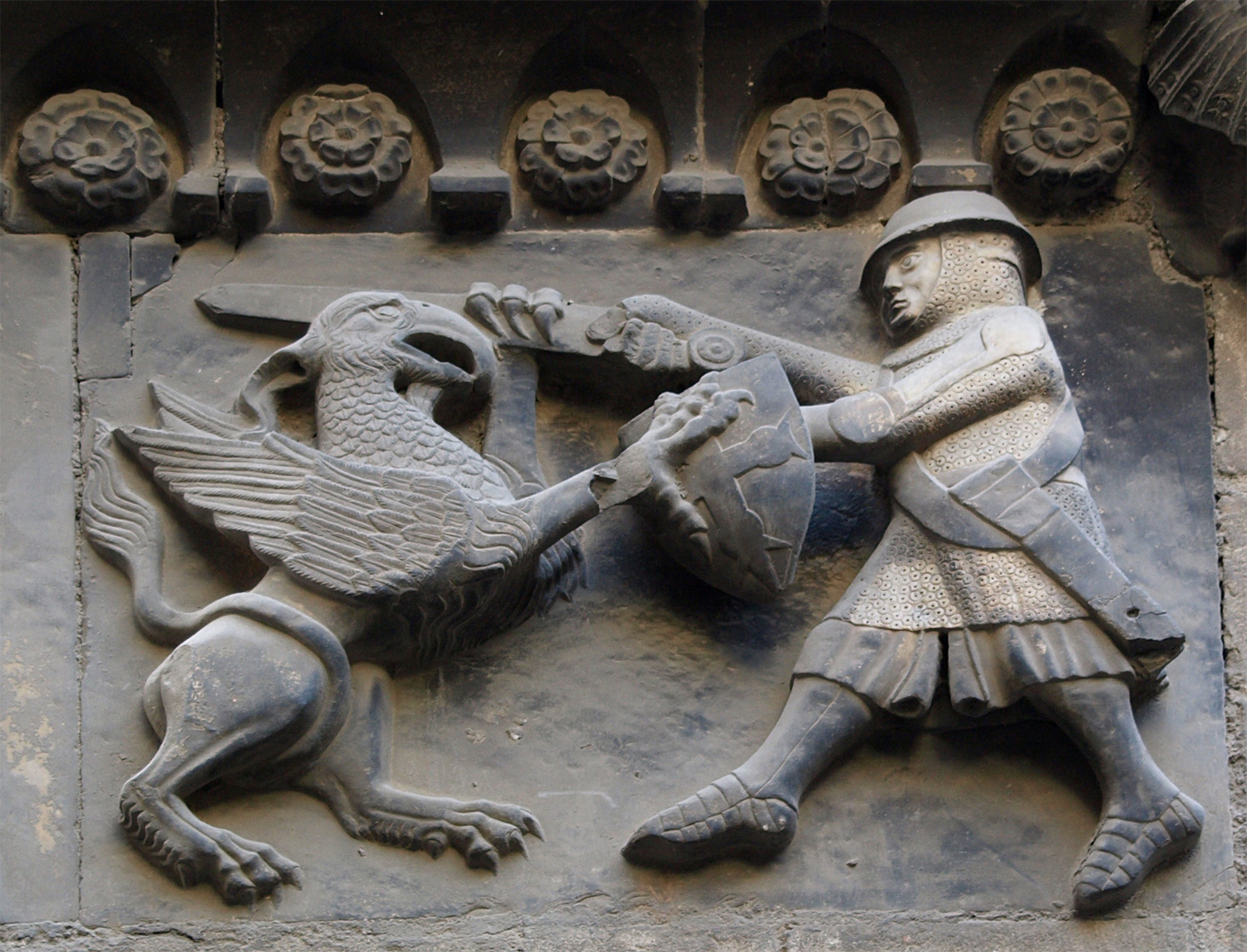
Lucha entre un hombre y un grifo en una imposta del portal de San Ivo

- Portal de San Ivo: es ésta la más antigua y que durante quinientos años fue el acceso principal de la catedral, por el crucero del lado del Evangelio. Su advocación se debe al edificio que tiene delante, que durante muchos años fue sede de los abogados, el patrón de los cuales es San Ivo. Realizada en mármol y piedra de la montaña de Montjuic, es uno de los primeros intentos del arco ojival del gótico catalán (1298). Encima de los pilares hay ángeles músicos sacando sus cabezas por el extradós del arco. En el tímpano se encuentra una imagen de Santa Eulalia atribuida a la escuela de Jaume Cascalls de finales del siglo XIV, en ambos lados se ven pequeñas testas, meramente ornamentales. A cada lado de la portada hay relieves en mármol haciendo de impostas que se creen de la antigua catedral románica.

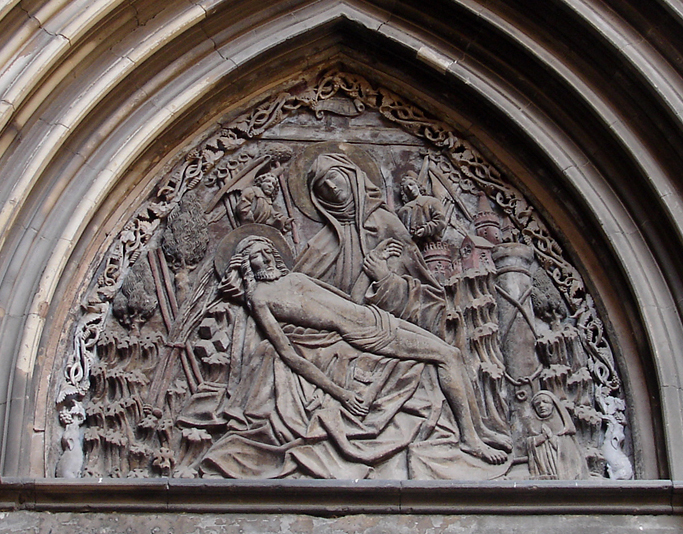
Relieve de La Piedad

- Puerta de La Piedad. Es una de las entradas exteriores al claustro, con un arco conopial flanqueado por unos altos pináculos labrados con gran finura. En el tímpano hay un relieve —copia del original, en madera, guardado en el museo catedralicio— con la representación de la Piedad rodeada con símbolos de la Pasión es obra del escultor alemán Michael Lochner, establecido en Barcelona desde el año 1483.[16] Esta puerta facilita la entrada al templo ya que está en esquina con la entrada al crucero del lado de la Epístola.
- Puerta de Santa Eulalia. Se encuentra situada en la calle del Obispo y la entrada es por el claustro, de forma similar a la puerta de la Piedad; está construida con un arco conopial y en el tímpano hay una escultura de Santa Eulalia, reproducción de la original del escultor Antonio Claperós.[17] A los lados de la imagen están tallados los escudos del obispo Francesc Climent Sapera que fue el que costeó la galería de poniente del claustro. Las arquivoltas están labradas con finos follajes.
- Puerta de Santa Lucía. Es la entrada a la capilla exterior de dicha santa, siendo la tercera puerta de acceso al claustro. La puerta es románica con cinco arquivoltas semicirculares, sustentadas por tres pilares cuadrangulares adosados y dos finas columnas exentas circulares de fuste liso en ambos lados de la puerta, con capiteles esculpidos representando figuras de animales y personajes, con adornos vegetales.

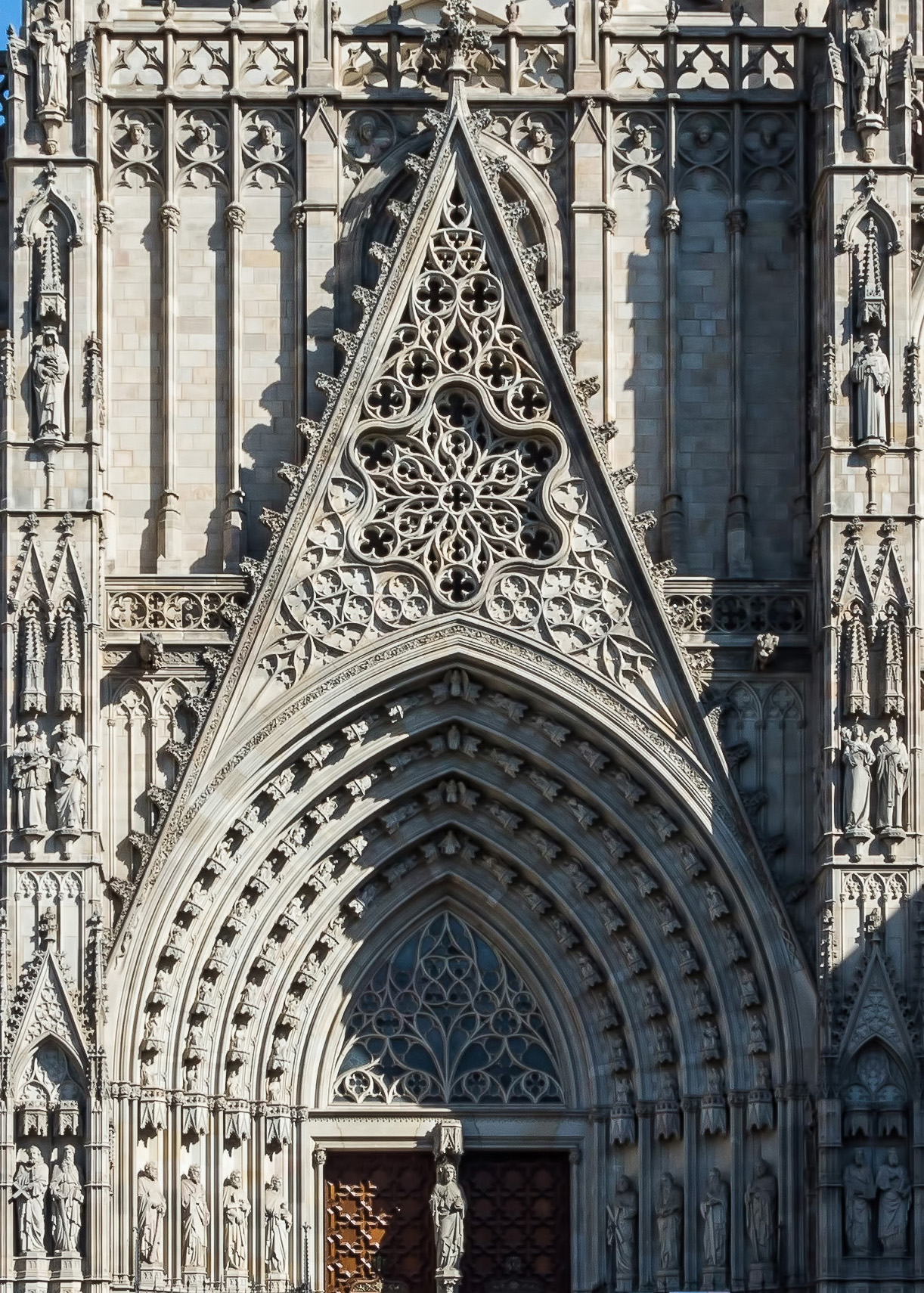
Puerta principal
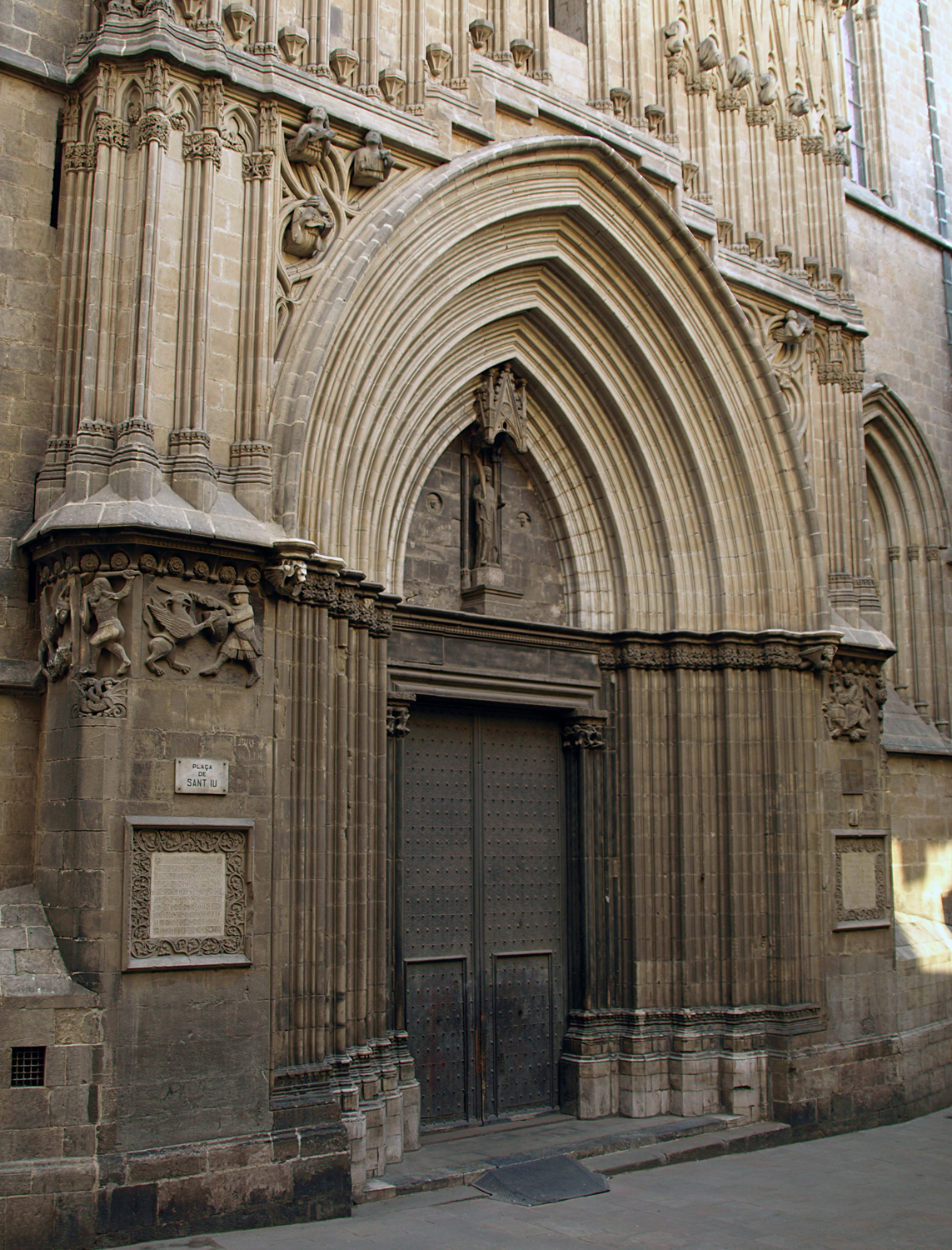
Portal de San Ivo
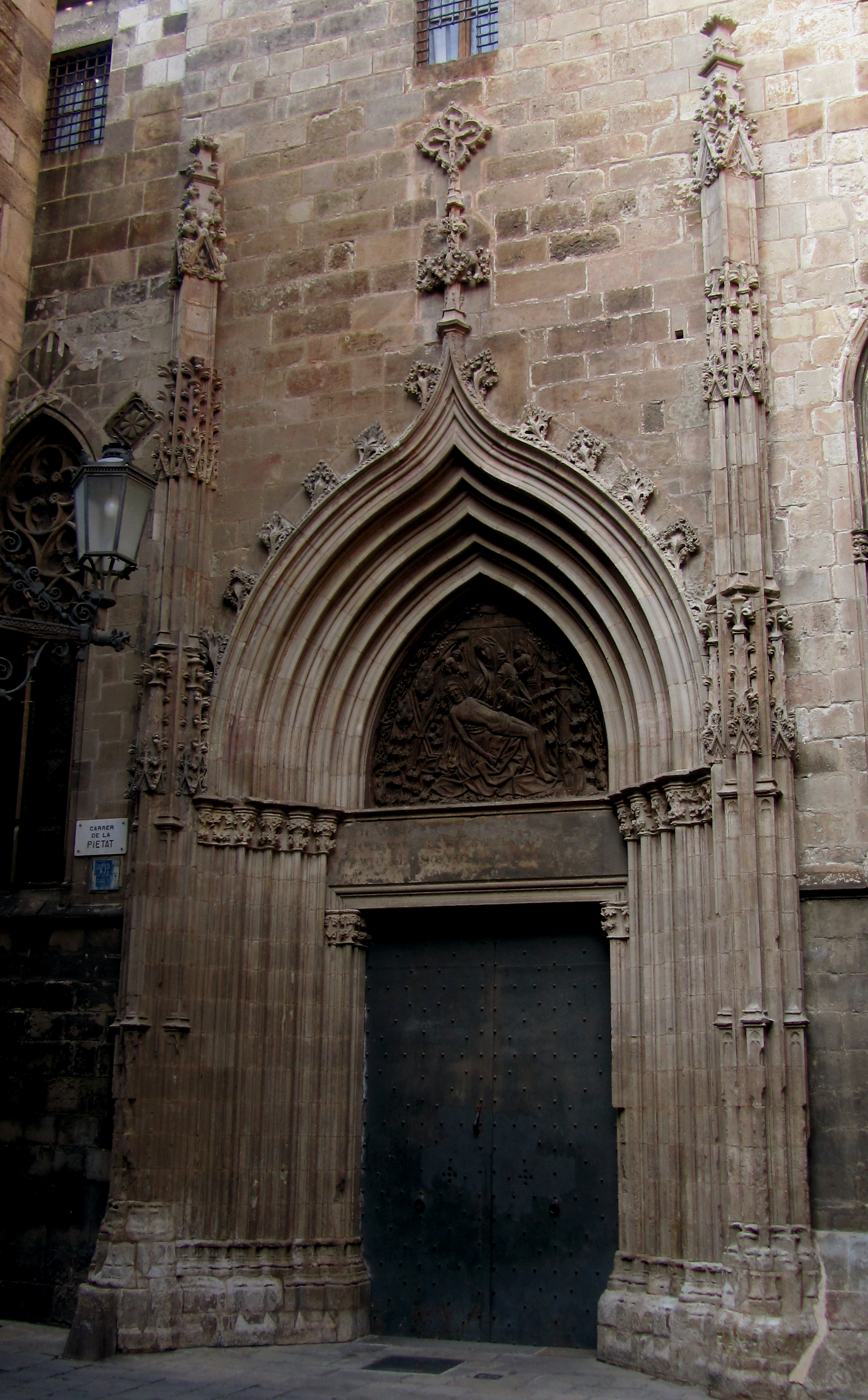
Puerta de la Piedad
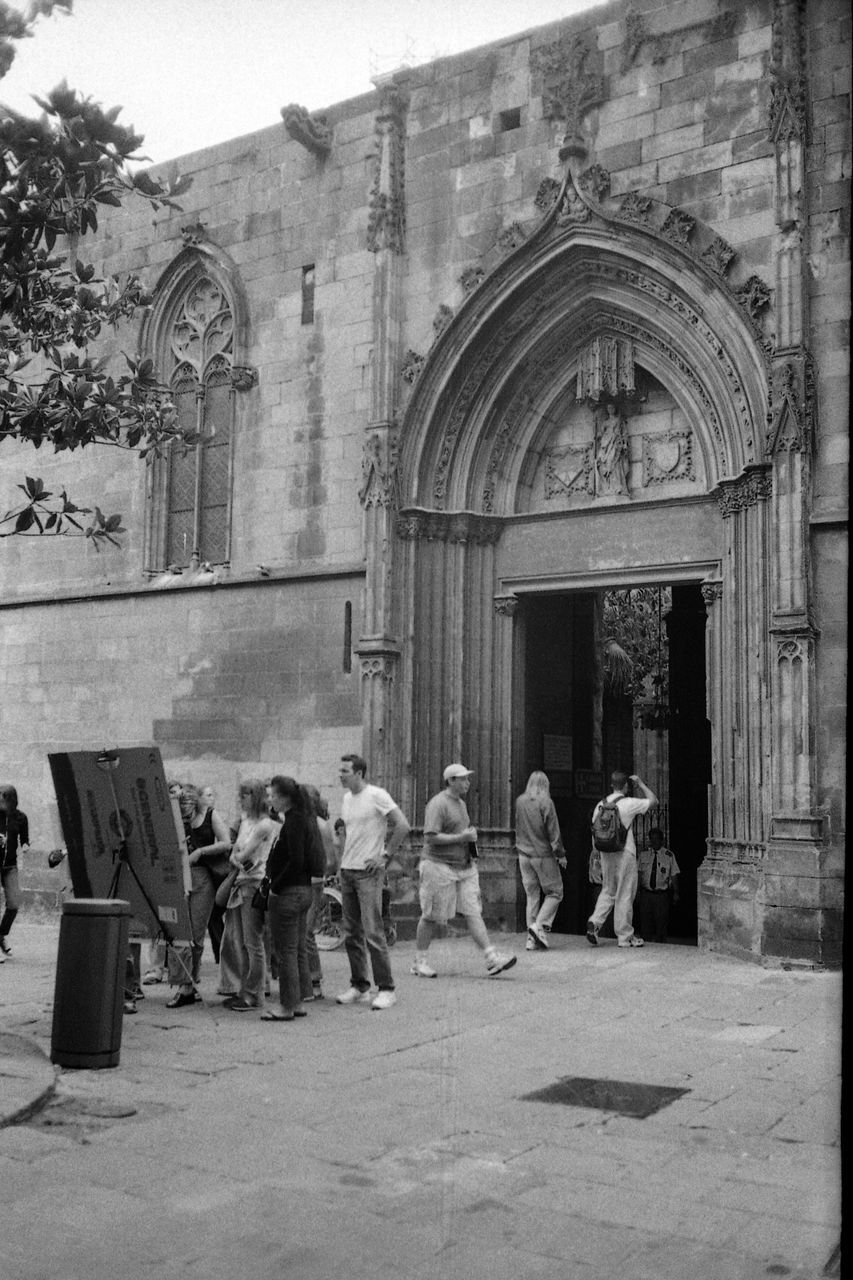
Puerta de Santa Eulalia
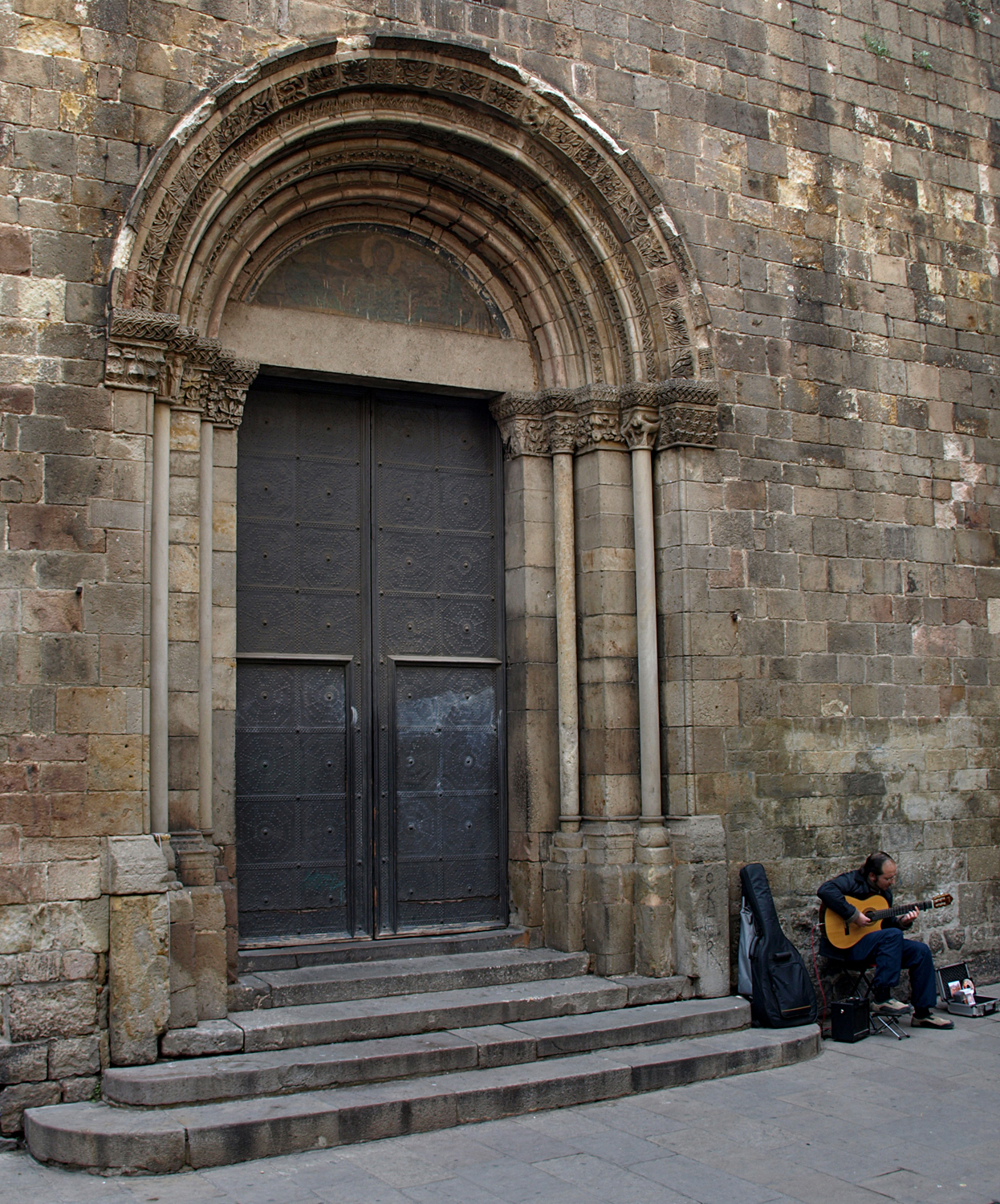
Puerta de Santa Lucía

- Wikimedia Commons alberga una categoría multimedia sobre Portada de San Ivo.

### Torres-campanario
De finales del siglo XIII son las dos torres campanario, de inicios de la construcción gótica, cuya situación corresponde a los extremos del crucero. Ambas son ochavadas y de 53 metros de altura.
Una de las torres llamada de las horas o reloj, se sustenta sobre la entrada de San Ivo. Se encuentra en esta torre la campana llamada Eulalia, que es la más grande con 3 toneladas de peso; es la que toca las horas y con el nombre de Honorata la que da los cuartos. La estructura superior es de hierro y está magníficamente ornamentada. Fue construida a finales del siglo XIX de estilo modernista. La otra torre es la encargada de las horas eclesiásticas. En ésta hay diez campanas, todas con nombres femeninos.

### Gárgolas

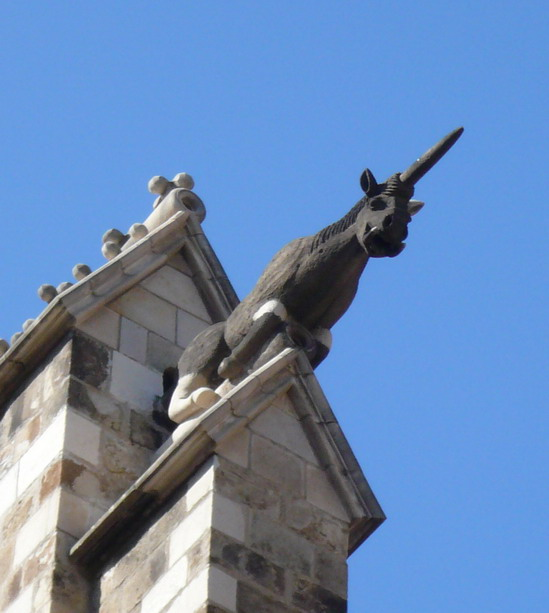
Gárgola del unicornio

Como la mayoría de las catedrales góticas, también la de Barcelona tiene gárgolas, por donde se vierte el agua de la lluvia de los tejados. Representan animales fantásticos, como leones, unicornios y una de las más famosas es la que representa un elefante. Las más antiguas son las de la parte del ábside al lado de la puerta de San Ivo de principios del siglo XIV. Las gárgolas del claustro son del siglo XV, y las de las cuatro esquinas representan los símbolos de los Evangelistas.
Según la tradición popular son brujas que, cuando pasaba la procesión del Corpus Christi, escupían, siendo castigadas a quedarse petrificadas como figuras monstruosas, con la misión de escupir el agua de los tejados de la catedral.

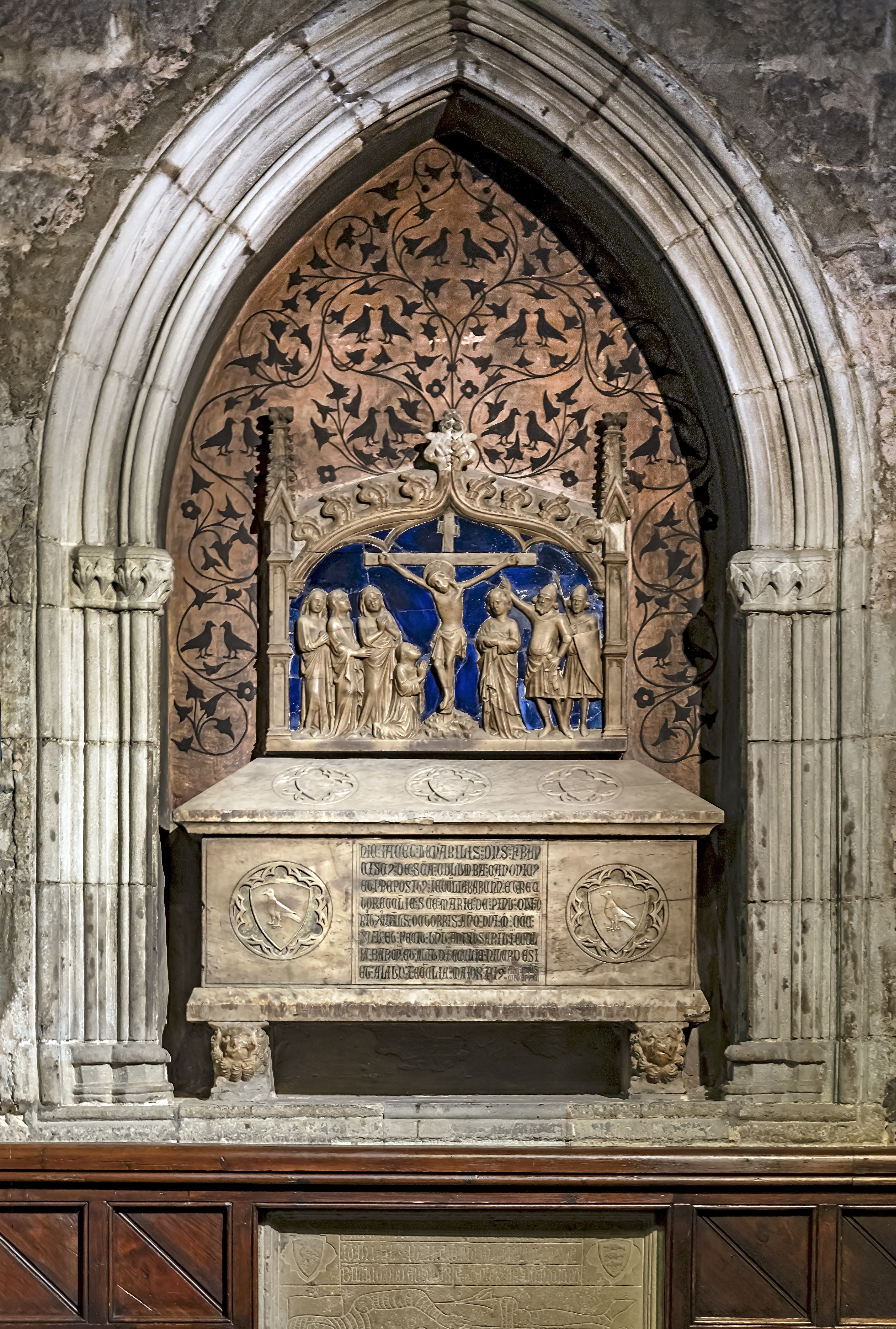
Sepulcro de Francesc de Santa Coloma

### Capilla de Santa Lucía

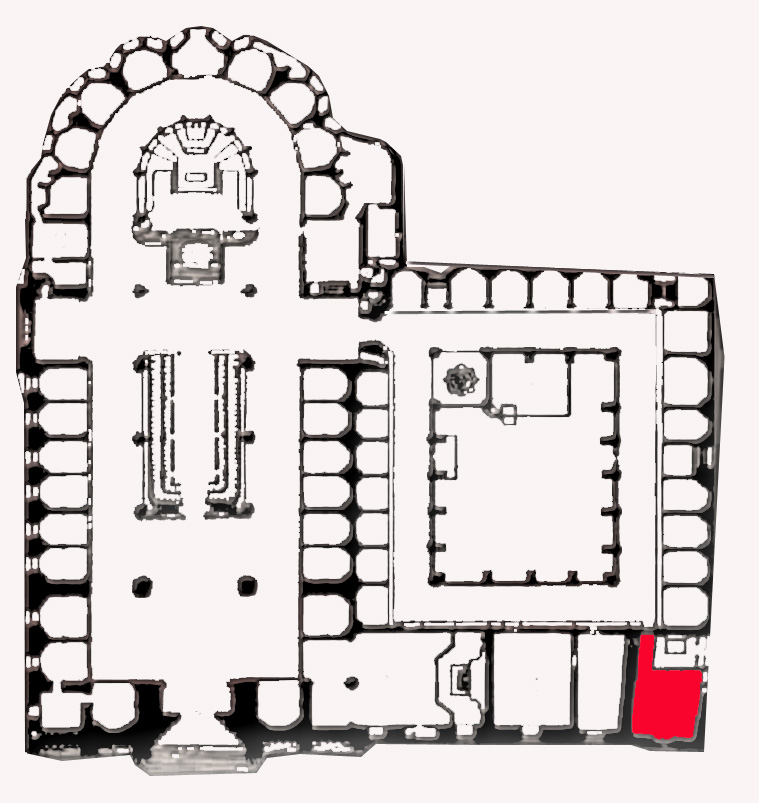
Situación de la capilla de Santa Lucía

La capilla de Santa Lucía está situada en un ángulo del claustro con entrada exterior. Se construyó entre los años 1257 y 1268 de estilo románico tardío, bajo el mandato del obispo Arnau de Gurb (1252-1284). Originalmente era la capilla del Palacio Episcopal de Barcelona. De planta rectangular con bóveda de cañón apuntado y de dimensiones muy reducidas, está edificada con dovelas muy regulares, su fachada tiene puerta con arco semicircular con arquivoltas y capiteles esculpidos con figuras geométricas y de animales; sobre el centro de su fachada se alza una pequeña espadaña de dos huecos.
En el interior tiene dos sepulcros bajo dos arcolosios, el del lado de la epístola corresponde al obispo Arnau de Gurb y el otro al del canónico Francesc de Santa Coloma del siglo XIV, sobre el cual hay un calvario tallado en piedra con el fondo de cristal azul.
Tenía una puerta lateral que se abría a la calle del Obispo, tapiada en el año 1821, y, además en la actualidad, tiene una puerta posterior que permite acceder al claustro.
- Wikimedia Commons alberga una categoría multimedia sobre Capella de Santa Llúcia.

## Interior

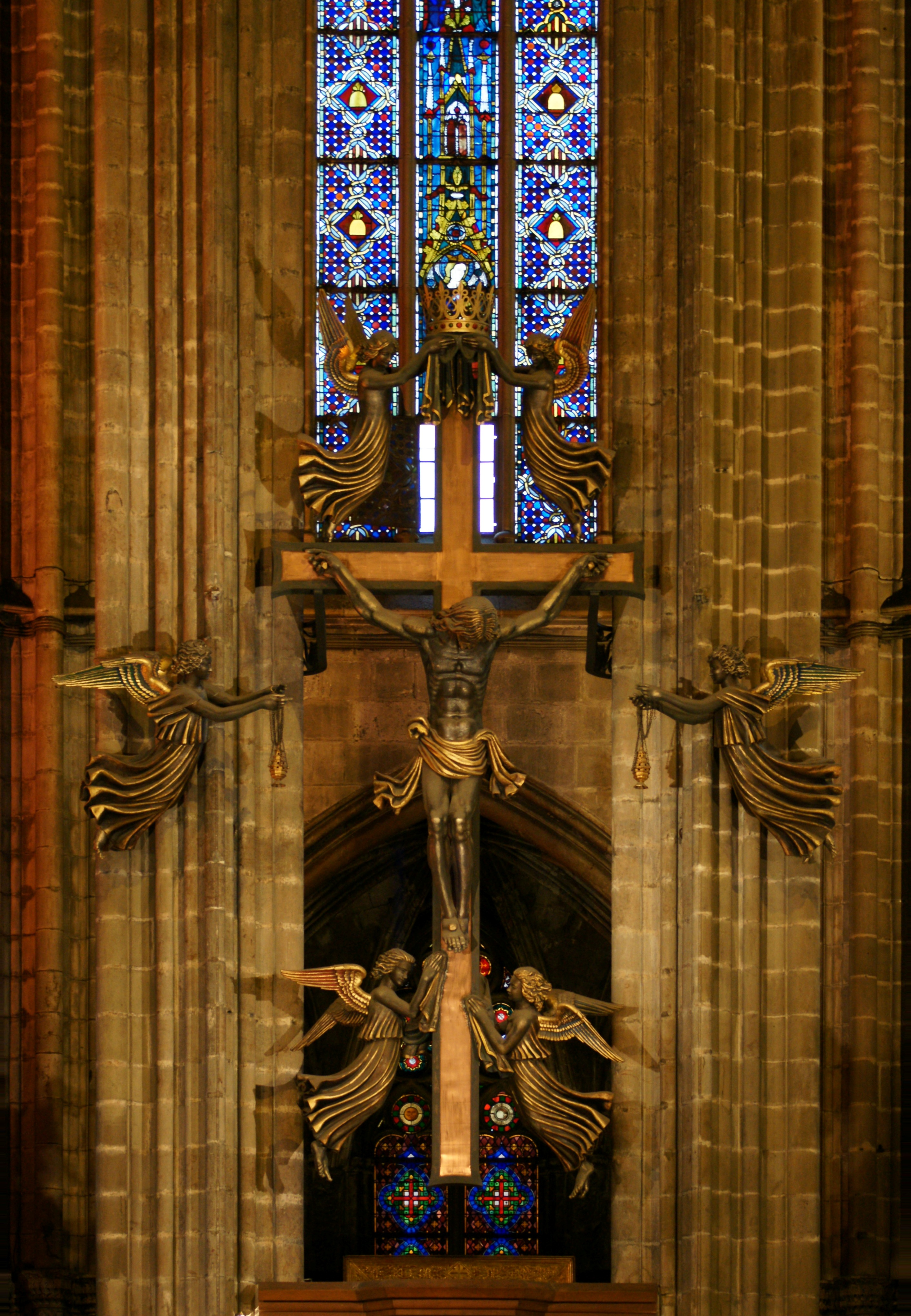
La exaltación de la Cruz rodeada por seis ángeles, obra de Frederic Marès

### Altar Mayor
Consagrado en el año 1337 por el obispo Ferrer Abella (1335-1344), el ara de tres metros de longitud es de mármol blanco y está sostenido por dos capiteles del primitivo templo visigótico del siglo VI. En el fondo y a media altura de las columnas centrales se puede ver la imagen de la exaltación de la Cruz rodeada por seis ángeles, del escultor Frederic Marès, realizada el año 1976 y en su parte inferior está situada la cátedra, tallada a mediados del siglo XIV en alabastro; el respaldo de madera es del año 1967 y sobre él está el escudo del cardenal arzobispo Ricard Maria Carles i Gordó (1990-2004).
Hasta 1976 estuvo en este lugar un retablo mayor gótico del siglo XIV, de tipo arquitectónico—una estructura de crestería ornamentada, sin esculturas ni pinturas--, de madera dorada. En la hornacina central había una cruz de talla del año 1746. Para adaptar el presbiterio a las directrices del Concilio Vaticano II fue retirado y hoy puede verse en la cercana parroquia de San Jaime, en la calle de Ferran.

### Vidrieras
Los vitrales o vidrieras, son considerados como una de las características del gótico, con la abertura de grandes ventanales para dar paso a la luz exterior, después de la época románica, que las construcciones eran de muros gruesos y sin aberturas o si las había, pocas y muy estrechas, con excepciones como la de la Catedral de Augsburgo del año 1100 con figuras precursoras de las góticas.

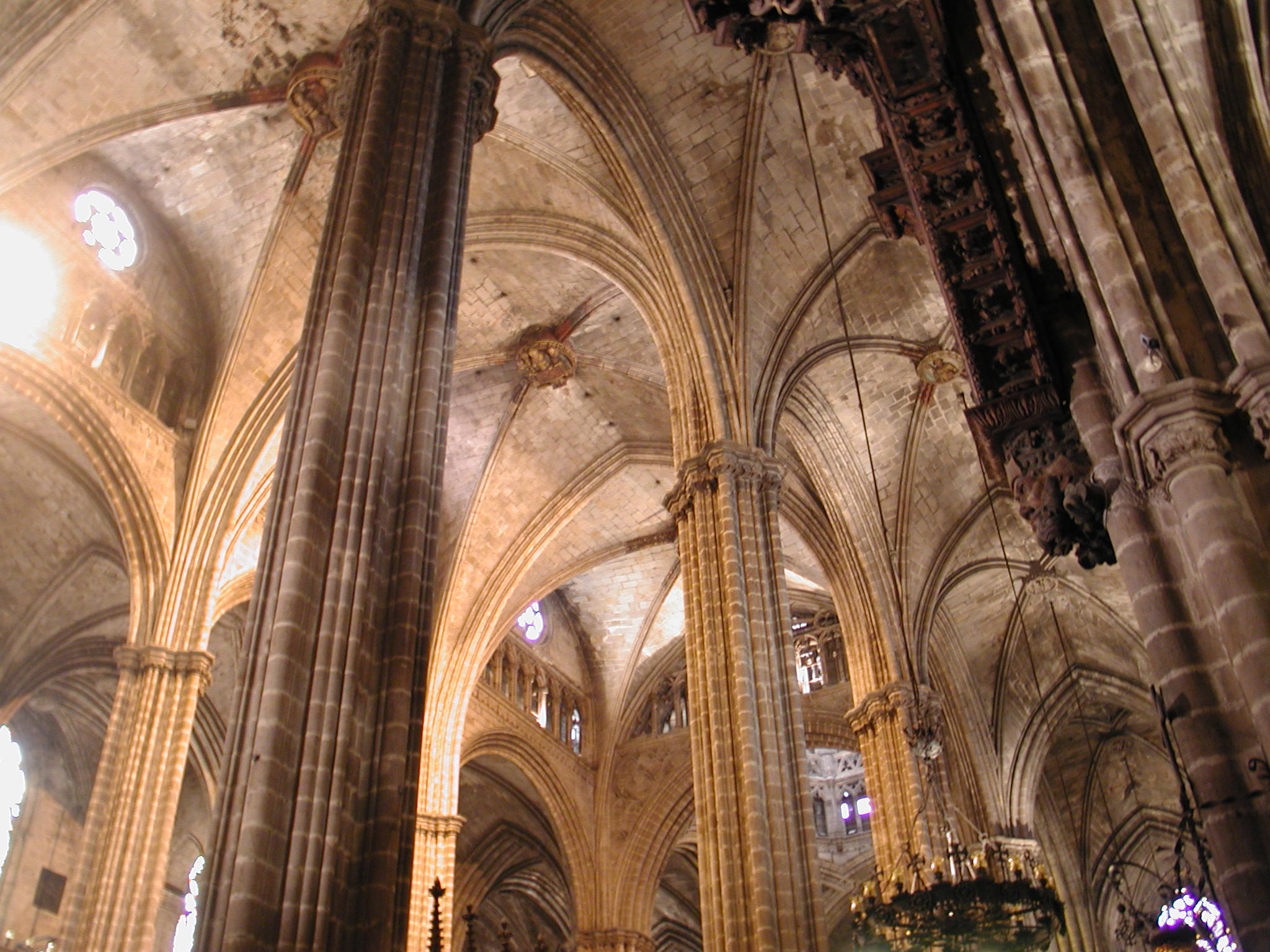
Bóvedas de la catedral

Las vidrieras góticas en la catedral, están todas diseñadas con el mismo esquema de tres calles, el central con la imagen del titular y los laterales con decoraciones geométricas que enmarcan escudos reales, de la ciudad, ángeles, etc. y coronamiento trilobular. Las épocas de los vitrales se pueden dividir en tres partes:
La primera, datada de los años 1317-1334, por el escudo del obispo Ponç de Gualba que se aprecia en el vitral de la Santa Cruz y Santa Eulalia y recoge todos las vidrieras de la cabecera, sobre las capillas radiales. Además de este, el de San Pedro, el del papa San Silvestre en los laterales con cabezas de santos obispos del autor llamado Maestro de San Silvestre del año 1386, el de San Esteban.
La segunda etapa, alrededor del año 1400, son las de los extremos del ábside: San Andrés con los escudos del obispo Armengol del año 1398/1408, y la de San Antonio Abad, realizada por Nicolau de Maraya en los años 1405/1407.
La tercera etapa o grupo son las realizadas en el siglo XV, como la vidriera de San Miguel arcángel y la principal, situada en la capilla del baptisterio, del año 1495, su autor fue Gil de Fontanet con cartones dibujados de Bartolomé Bermejo. Tal como se puede leer en la franja inferior del vitral se trata del Noli me tangere.
Realizadas en el siglo XX, son las que se encuentran en el triforio a los pies del templo:
Costeada por la Diputación de Barcelona es la que representa a San Jaime, San Antonio Abad, San Alejandro y Santa Joaquina Vedruna; pagada por el Ayuntamiento de Barcelona con San Severo, San José Oriol, San Medir y San Vicente Ferrer; Nuestra Señora de los Ángeles y San Bartolomé, sufragada por Bartomeu Barba, gobernador de Barcelona; Nuestra señora del Busto y San Gregorio, con el escudo del obispo Gregorio Modrego, etc.

### Claves de bóveda
La restauración llevada a cabo en el año 1970, permitió descubrir la policromía de las claves de bóveda que el paso de los siglos había ido oscureciendo.
La catedral tiene en total 215 claves, siendo las de la nave principal las más grandes, de dos metros de diámetro y con un peso de 5 toneladas.
Las claves de la bóveda central empezando por el presbiterio son:
- Cristo crucificado entre la Virgen y San Juan con los símbolos del sol y la luna.
- Santa Eulalia con el escudo de Blanca de Anjou, esposa de Jaime II. Datada de 1320.
- Virgen de la Misericordia, acogiendo en su capa, a un lado, a un papa, un rey, un cardenal, un obispo y un canónigo, al otro lado a la reina, una religiosa y tres figuras más, femeninas. Data de 1379.
- La Anunciación. La virgen con el arcángel San Gabriel. Año 1379.
- Un obispo con diáconos, se cree que es el obispo Pere Planella (1371-1385), por estar su escudo en el lateral de la clave.
- Padre Eterno rodeado de ángeles, del escultor Pere Johan realizado en 1418.

Otra gran clave es la que se encuentra en la cripta de Santa Eulalia, representando a la santa con la Virgen María y el Niño. Cerca de la puerta de San Ivo, su clave representa a San Pedro, rodeada por otras cuatro más pequeñas de forma trilobuladas; en la puerta de la salida al claustro, en el lado opuesto, representa a San Juan Bautista con el águila, también rodeada por otras cuatro más pequeñas.

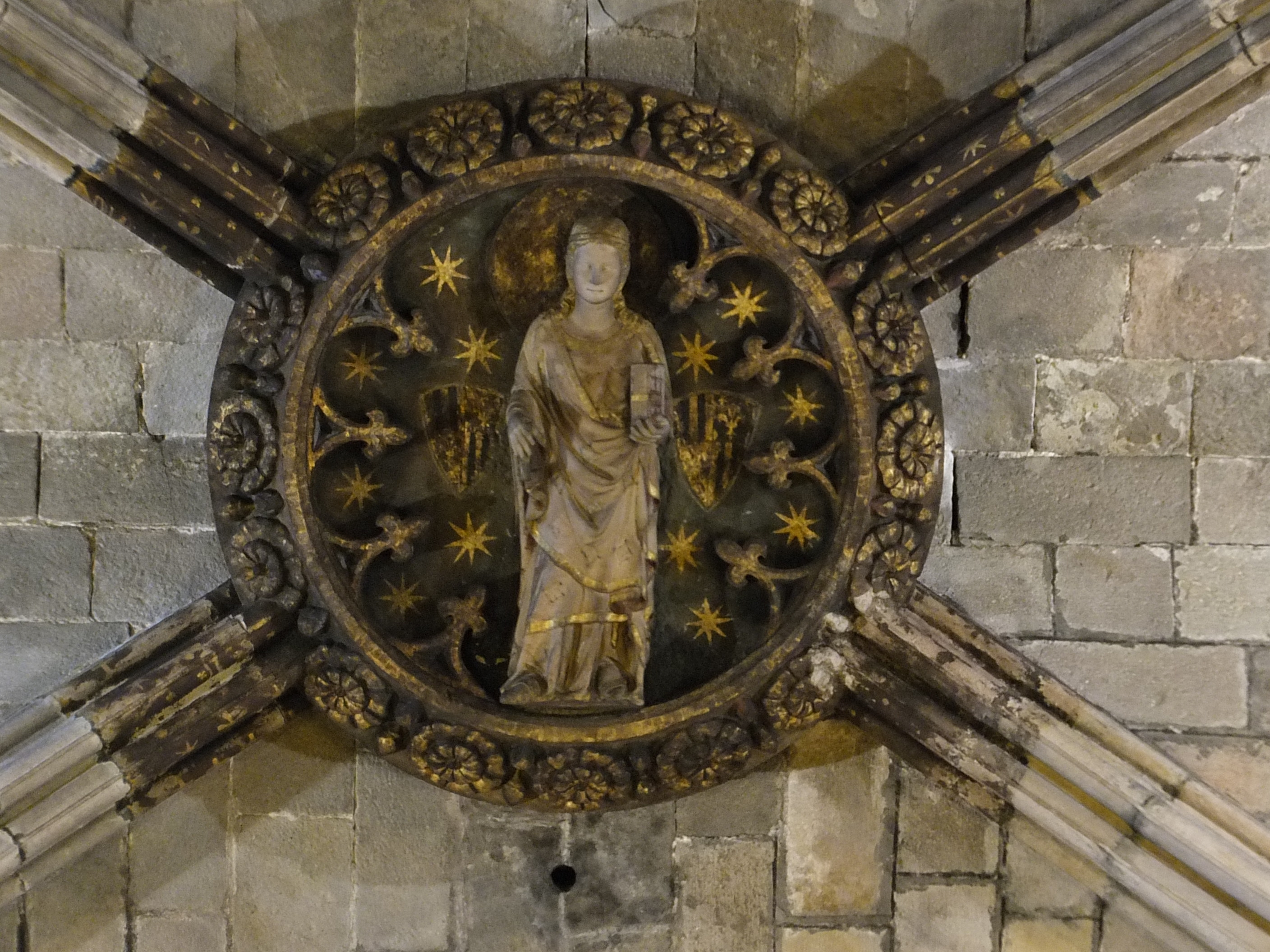
Santa Eulalia (sobre el presbiterio)
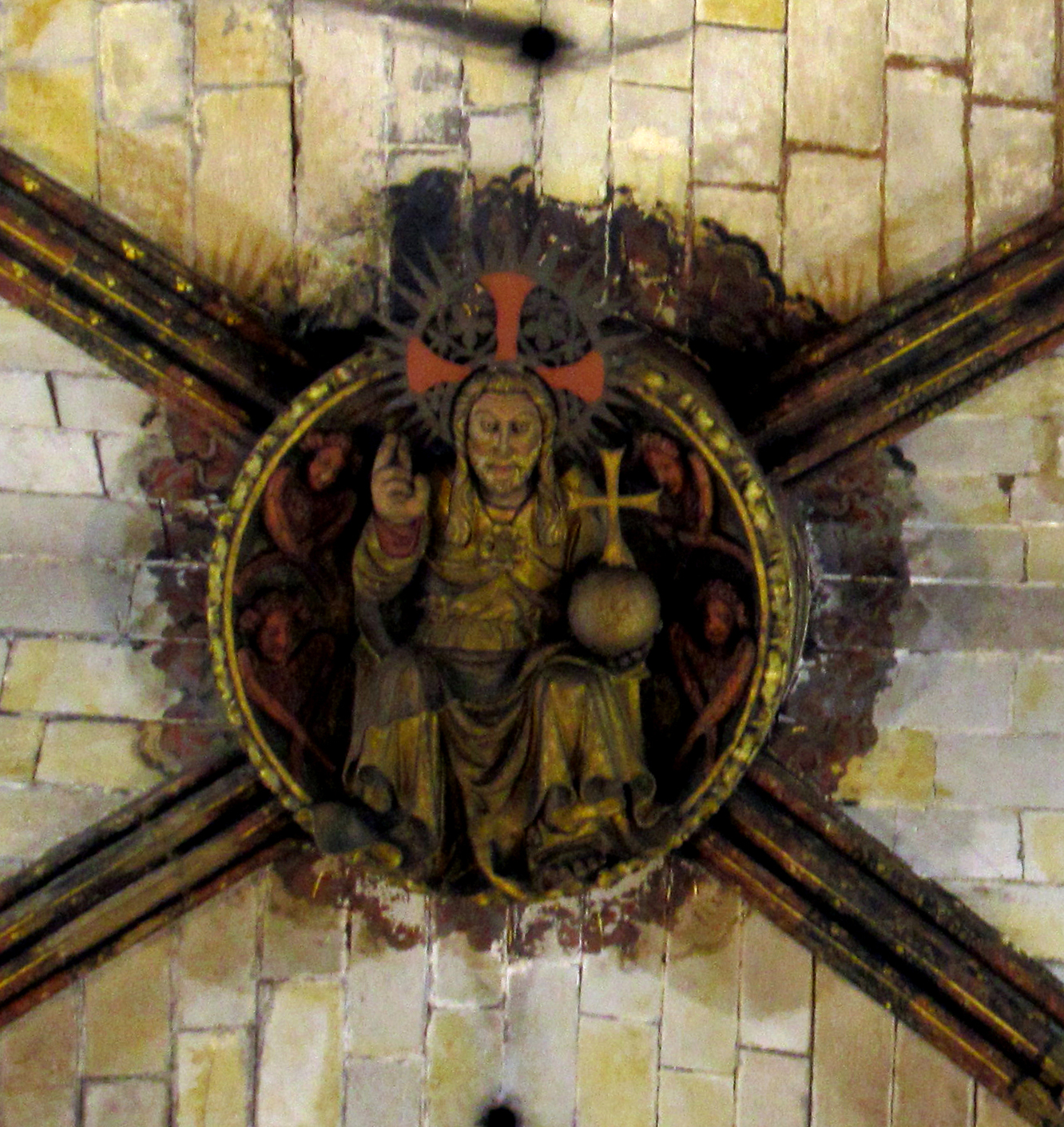
Padre Eterno rodeado de angelotes de Pere Johan
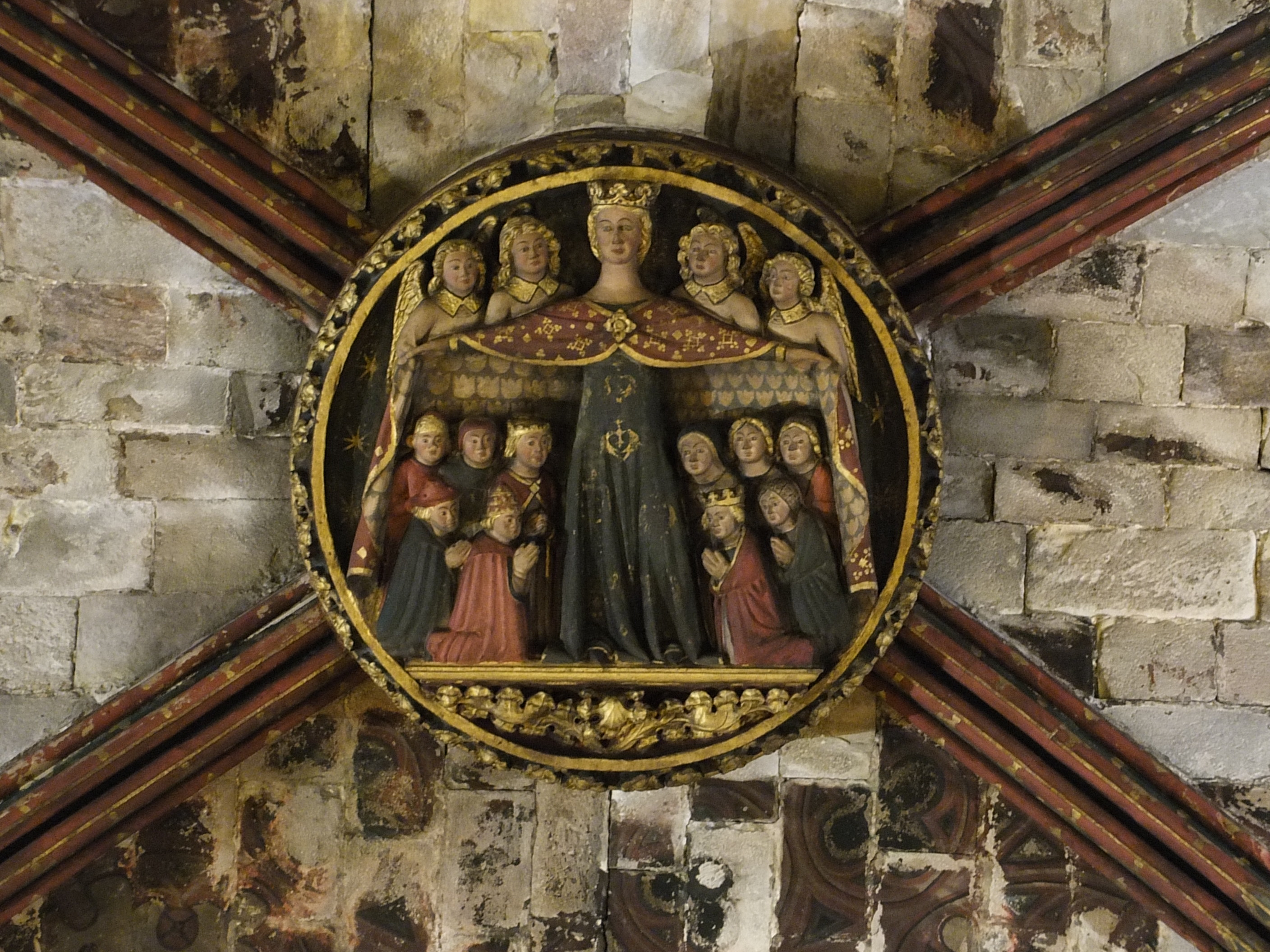
Clave de bóveda de la Virgen de Misericordia
San Jorge (sobre la fuente del claustro)

### Cripta de Santa Eulalia

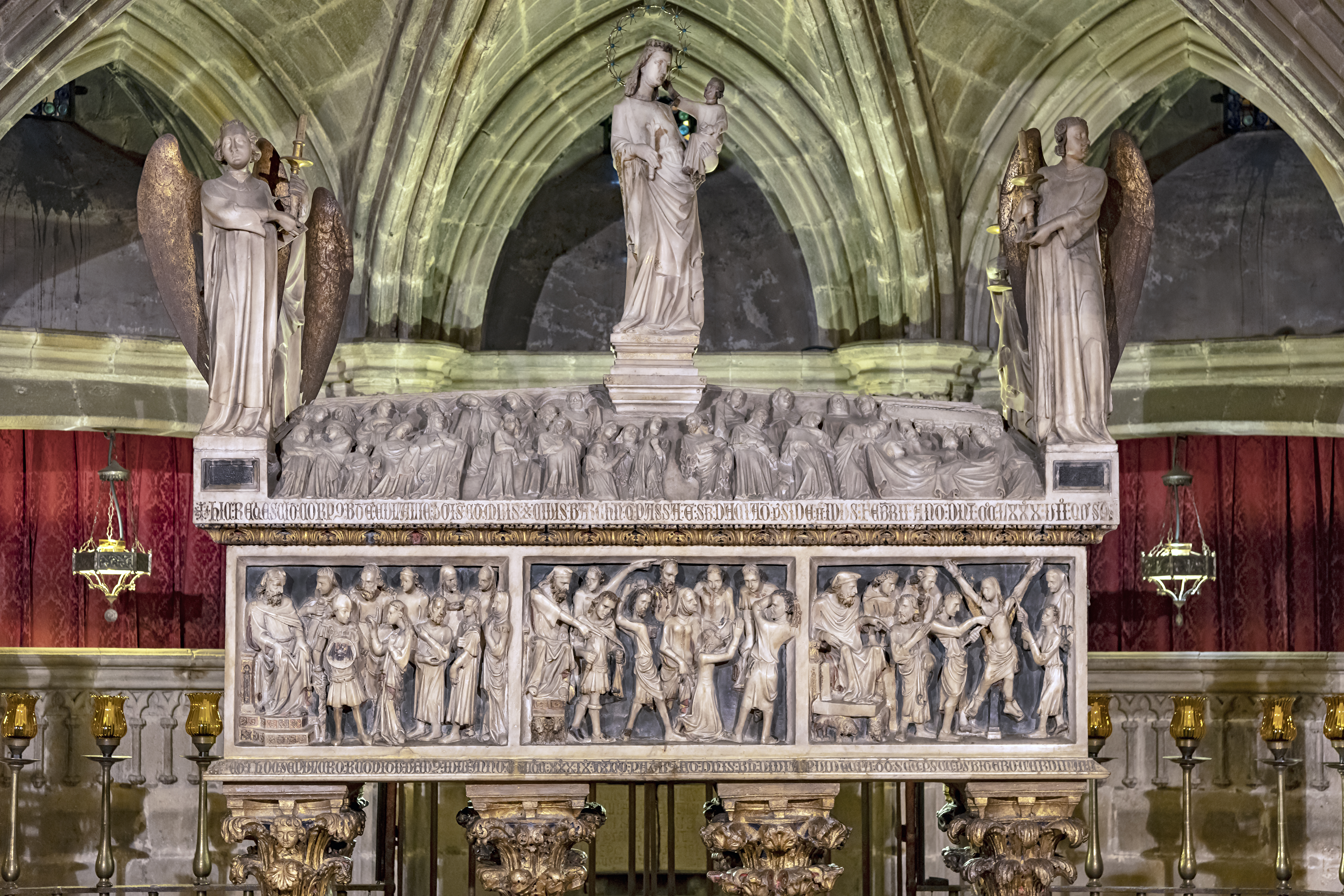
Sarcófago de alabastro de Lupo di Francesco

La cripta está situada bajo el presbiterio y su construcción se debe a Jaume Fabre, a principios del siglo XIV. La entrada por una amplia escalera bajo un arco casi plano, ornado en el centro con el retrato de un obispo, parece ser de Ponç de Gualba, bajo cuyo mandato se construyó, y a sus lados grupos de pequeñas cabezas de personajes de la época. En los muros laterales de la escalera se encuentran dos arcos con esculturas de testas humanas, que eran la entrada a dos capillas tapiadas en el año 1779 por unas obras de remodelación para adelantar la escalinata hacia el altar mayor. La bóveda aplanada está dividida en doce arcos que van todos a converger a una gran clave de bóveda central, que representa, la Virgen María con el Niño Jesús que le coloca la diadema del martirio a Santa Eulalia. Fue terminada en 1326, aunque el traslado de los restos de la santa, no se hizo hasta 1339.
El nuevo sarcófago de alabastro, lo labró el escultor de Pisa, Lupo di Francesco; se encuentra expuesto tras la mesa del altar, en el centro de la cripta, sostenido por ocho columnas de estilos diferentes con capiteles corintios dorados. En la tapa y sus lados están talladas escenas del martirio de Santa Eulalia, en los cuatro ángulos superiores hay ángeles-lámpara y en el centro una Virgen con Niño. Se guarda en la pared del fondo su antiguo sepulcro del siglo IX, junto con la inscripción del año 877 del hallazgo de las reliquias en Santa María del Mar llamada Santa María de las Arenas. La transcripción de las placas dice así:

Aquí reposa Santa Eulalia mártir de Cristo, que sufrió en la ciudad de Barcelona, bajo la presidencia de Daciano, el día segundo de los idus de febrero y fue encontrada por el obispo Frodoí con su clero, en la iglesia de Santa María el (...) de las calendas de noviembre. A Dios gracias

### Coro

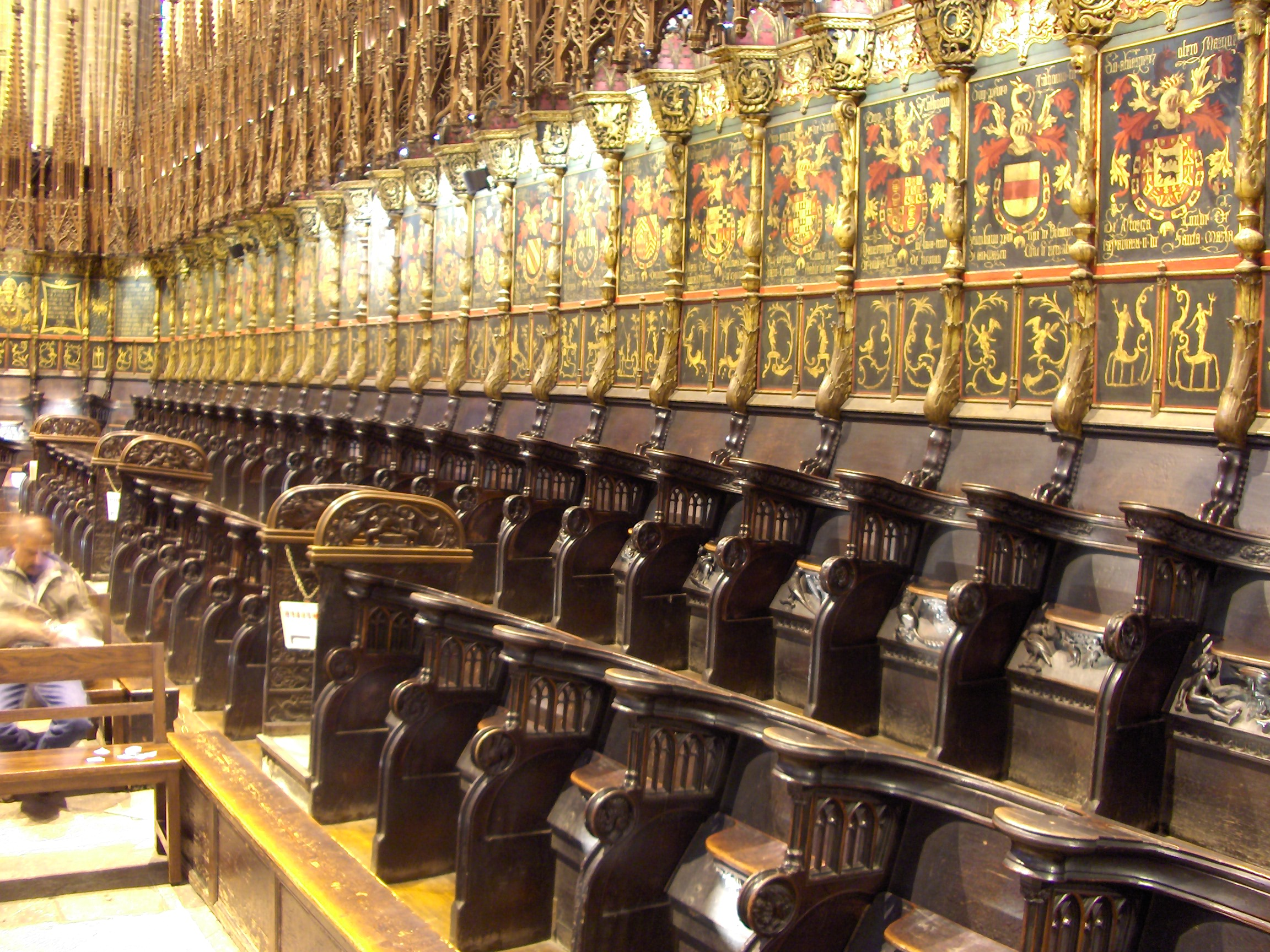
Vista lateral del coro con las pinturas de Joan de Burgunya

Las obras del coro empezaron bajo el mandato del obispo Ramon d'Escales en 1390.
Los muros del coro fueron hechos por Jordi de Déu con ménsulas representando a profetas del Antiguo Testamento, como también en el lateral izquierdo realizó la escalera de acceso al púlpito con dos pequeñas esculturas representando la Anunciación en las jambas de la entrada a la escalera.
En el año 1394 se encargó a Pere Sanglada, escultor ya consagrado, que realizara la sillería del coro, viajó por orden del cabildo a Gerona, Elna, Carcasona y finalmente a Brujas, donde compró la madera de roble para su ejecución. Se rodeó de buenos ayudantes como Pere Oller y Antoni Canet, empezando la primera fase del coro con la sillería en cuyos medallones de los brazales y en las misericordias, es donde se concentran las más importantes esculturas. De temas variados, los religiosos son los menos representados y son las escenas de danza, juegos y música, entre otras las que llaman más la atención.
Se encarga a Pere Sanglada la realización del púlpito, también de roble, de forma prismática, con un fondo arquitectónico de tracerías y pináculos donde hay quince imágenes representando entre otras a Jesucristo con San Pedro y San Pablo, y otro panel de la Virgen con Santa Eulalia y Santa Catalina. En la parte inferior del púlpito hay arquerías con claves de bóveda representando las de la catedral. Se finalizó en 1403.
Años más tarde se continuó el coro con la sillería de Macià Bonafè que talló otras 48 sillas finalizando en el año 1459. Con esta obra, pasó la de Pere Sanglada a ser la sillería alta.
El alemán Michael Lochner fue el encargado en 1483 de las tallas de los doseles en forma de altos pináculos que por su muerte en 1490, tuvo que continuar su ayudante Johan Friederich Kassel, hasta el año 1497.
En 1517, el escultor Bartolomé Ordóñez realiza las mamparas para el acceso a la sillería con escenas del Antiguo Testamento y la Pasión.
Carlos I, decide que la celebración del XIX capítulo de la orden del Toisón de Oro sea en Barcelona y manda habilitar el coro de su catedral para la fecha del 5 de marzo de 1519. Joan de Burgunya fue el encargado de pintar la correspondiente heráldica en los 64 plafones de los sitiales, correspondientes a:
- 50 sitiales de los caballeros (entre ellos, los reyes de Francia e Inglaterra)
- 1 de Carlos I
- 1 de Maximiliano[24]
- 6 con frases laudatorias
- 4 con divisas borgoñas
- 2 con las fechas de celebración.

- Wikimedia Commons alberga una categoría multimedia sobre Coro de la Catedral.

### Trascoro

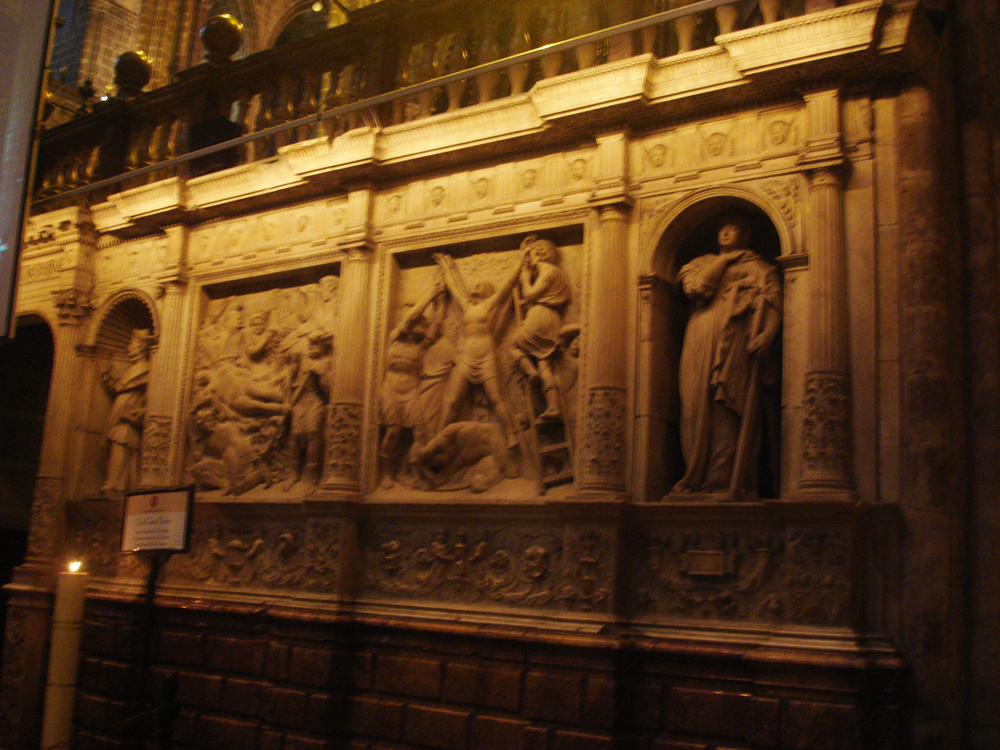
Parte derecha del trascoro

Es una obra renacentista, realizada por el burgalés Bartolomé Ordóñez, que se sabe que en 1519 trabajaba en esta obra, proyectándola como una columnata dórica, coronada con balaustrada y que entre sus intercolumnios consta de cuatro escenas en relieve de la vida de Santa Eulalia, dos en cada lado de la puerta y en sus extremos unas hornacinas que contienen esculturas corpóreas.
No pudo completar la realización de la obra, debido a su muerte prematura ocurrida en Carrara en 1520, donde se había desplazado para comprar mármol e ir realizando el encargo y fue terminada por su discípulo Pedro Villar de acuerdo con el proyecto de su maestro en 1564.
Los relieves que representan el Juicio de Santa Eulalia por Daciano y la Quema de Santa Eulalia junto con las figuras exentas de San Severo y Santa Eulalia, pertenecen a Bartolomé Ordóñez.
Según el historiador Justi precisó que Villar había trabajado en el trascoro de Barcelona en los años 1562-1563, «los relieves de la flagelación y crucifixión, aunque bien hechos, pero fríos, sin embargo, como obra de un imitador». También era de esta opinión José Camón Aznar. Estudios posteriores han dado como obra de Pedro Villar sólo el relieve de la Crucifixión de Santa Eulalia, y el otro relieve de la Flagelación de Santa Eulalia es obra posterior a la muerte de Villar y realizada por el escultor Claudio Perret, en 1619-1621.

### Órgano

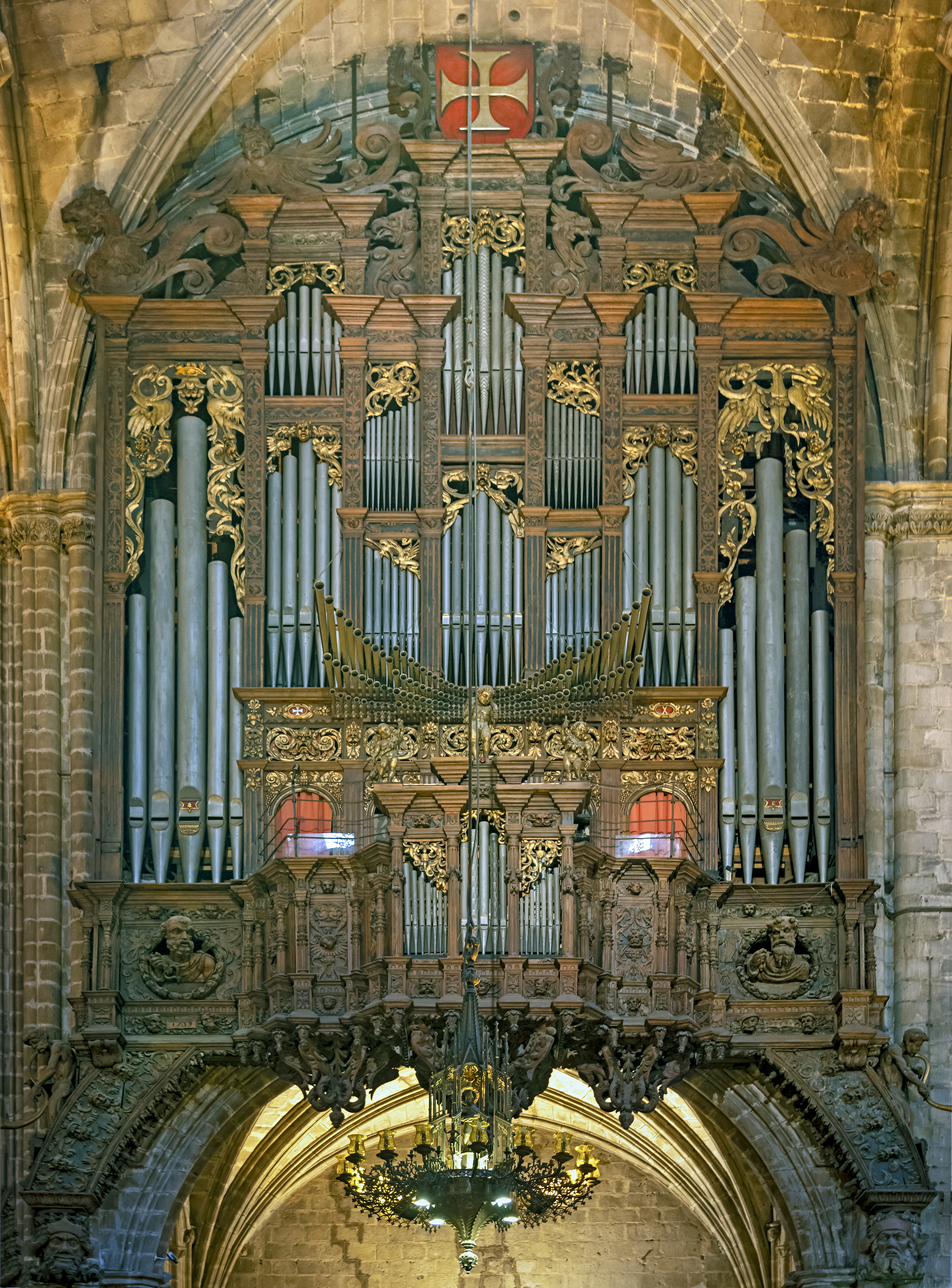
Órgano renacentista

Su fecha de construcción fue en el año 1538. Se encuentra bajo el campanario de la puerta de San Ivo. Unas grandes puertas cerraban su caja, pintadas por Pere Serafí "el Griego" en 1560; estas sargas, fueron retiradas en 1950 y se conservan en el Museo de la Catedral.
Del tipo de este órgano, sólo hay cuatro en Europa, en Daroca, en Palma de Mallorca y en Perpiñán. La obra original del órgano estuvo a cargo de Pere Flamech i el tallista Antoni Carbonell. Desde entonces el órgano recibe aportaciones de al menos 16 organistas que supone una serie de modificaciones para adaptarlo a los gustos estéticos de cada época, recibiendo todo tipo de innovaciones estéticas y mecánicas, siendo las últimas intervenciones las realizadas por Gabriel Blancafort desde el año 1984 hasta 1994.
La caja del órgano es la original, de estilo renacentista, plana, de la escuela catalana como las cajas de los órganos de Santa María del Mar (1560), la catedral de Tarragona (1557), la de la catedral de Valencia (1510) entre otras. De dos cuerpos, el mayor de 16 pies, siendo sus tubos los originales excepto los dispuestos en trompetería horizontal además de una pequeña caja de cuatro pies situada en el centro de la tribuna del órgano en la espalda del organista.
En el interior del órgano hay tubos de todas las épocas de las distintas intervenciones que ha recibido, las cuales se han respetado al máximo en las últimas intervenciones. Toda la parte técnica es actual.
Consta el órgano actual de nueva planta de cuatro teclados de 56 notas y pedal de 30 notas, tracción mecánica y una distribución de cuerpos sonoros que siguen los preceptos del "Werkprinzip", mote del siglo XX que define la disposición interna de los órganos barrocos alemanes:
- El primer teclado se sitúa en la espalda del organista.
- El segundo teclado u órgano mayor se encuentra en la altura de la base de la fachada del órgano, perteneciendo los tubos de la fachada a este teclado.
- El tercer teclado expresivo, debe su nombre a que el intérprete puede provocar el aumento o disminución del volumen a voluntad. Físicamente se sitúa un piso por encima del órgano mayor.
- El cuarto teclado acciona la batalla y el eco, la batalla está formada por una serie de registros situados horizontalmente en la fachada, es una colocación típicamente ibérica, justo por encima de la cabeza del organista. El eco es un baúl con tapa que el organista abre y cierra a voluntad provocando el efecto de eco.
- Los tubos de pedal (accionado con los pies) se encuentran en ambos laterales del órgano, en la zona más apartada del eje central del órgano donde se sitúa el organista. El órgano cuenta con un total de 4013 tubos sonoros y 128 combinaciones libres de registros.[26]

Además de acompañar musicalmente los actos litúrgicos, se celebran con frecuencia, en la catedral, grandes conciertos.

### Antigua Sala Capitular

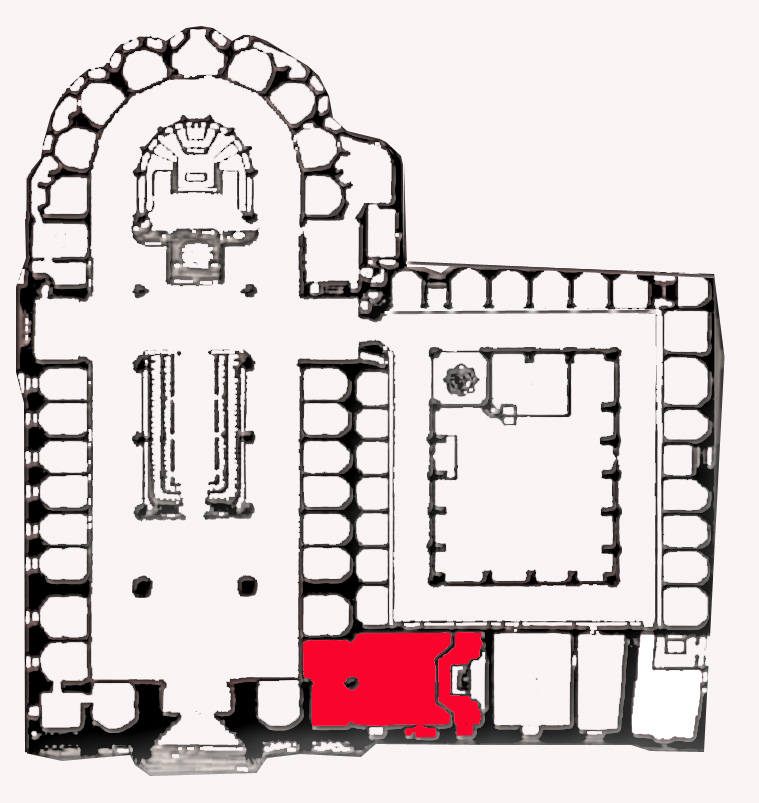
Situación de la antigua sala capitular

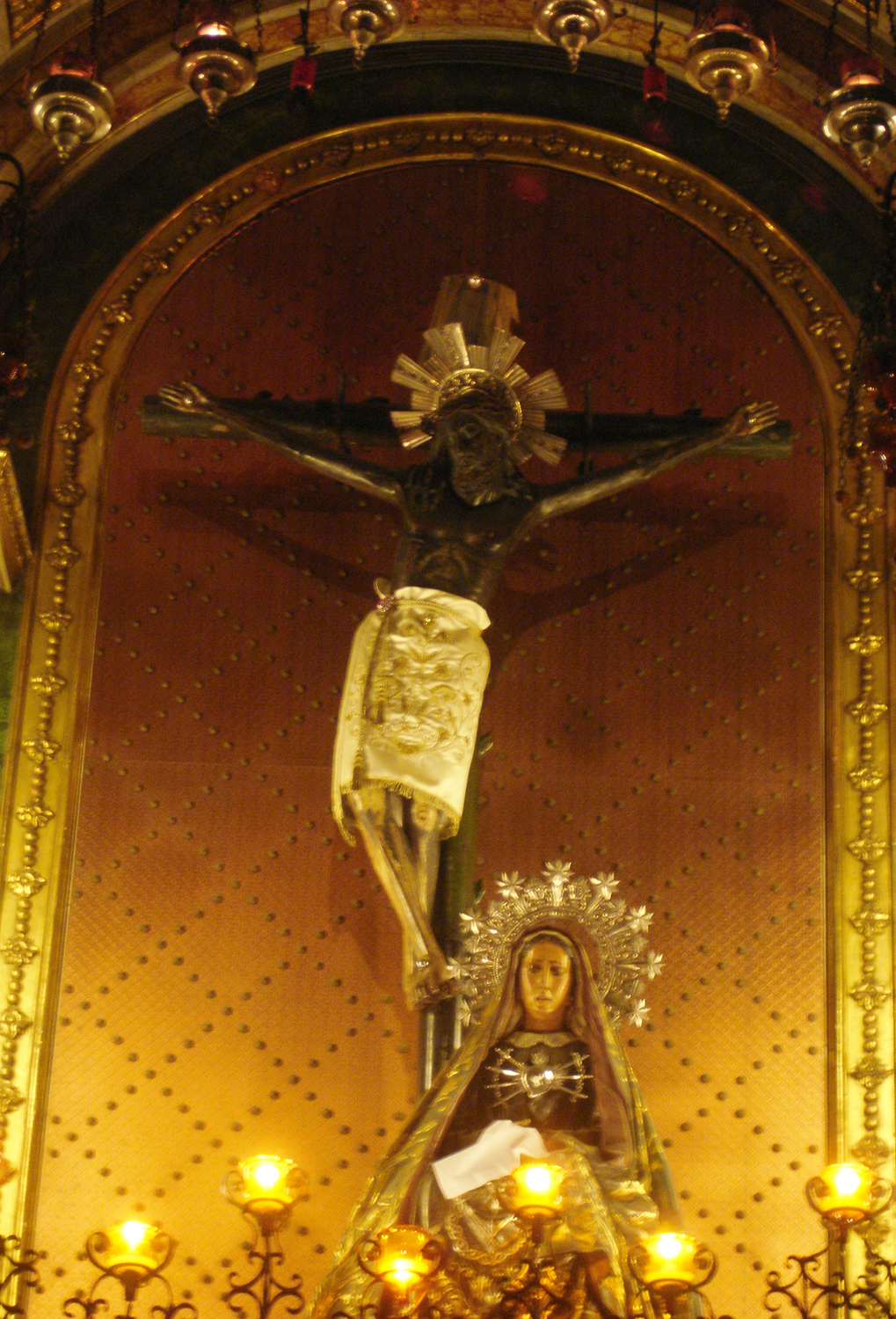
Cristo de Lepanto

Conocida por capilla de San Olegario y del Santísimo Sacramento, así como también del Santo Cristo de Lepanto, una de las imágenes con más devoción de la catedral y la advocación de Cristo más venerada de Barcelona.
La sala capitular fue construida por Arnau Bargués en el año 1407 con una magnífica resolución arquitectónica de planta rectangular cubierta con una gran bóveda de crucería estrellada. La clave de bóveda central de la capilla, representa el Pentecostés y fue realizada por Juan Claperós en 1454.
Al ser canonizado el obispo de Barcelona, San Olegario en 1676, se decidió destinarla a su mausoleo. Sobre el sagrario está colocado el sepulcro barroco con una urna de cristal que permite ver el cuerpo incorrupto del santo, obra de los escultores Francesc Grau y Domènec Rovira el Joven. Sobre esta obra se puso la estatua yacente del obispo Olegario que ya había sido ejecutada por el escultor Pere Sanglada en 1406.
Sobre esta tumba se encuentra el Santo Cristo de Lepanto datado del siglo XVI, que hasta 1932 se había venerado en la capilla central de la girola, a los pies del crucifijo hay una imagen de la Dolorosa, reproducción de una escultura de Ramón Amadeu. En ambos lados del altar está la entrada al camarín, ornado con mármoles, puertas talladas y el techo artesonado con unos paneles con pinturas; en el centro de esta sala se venera los restos de San Rufo de Aviñón, muerto en 1137.

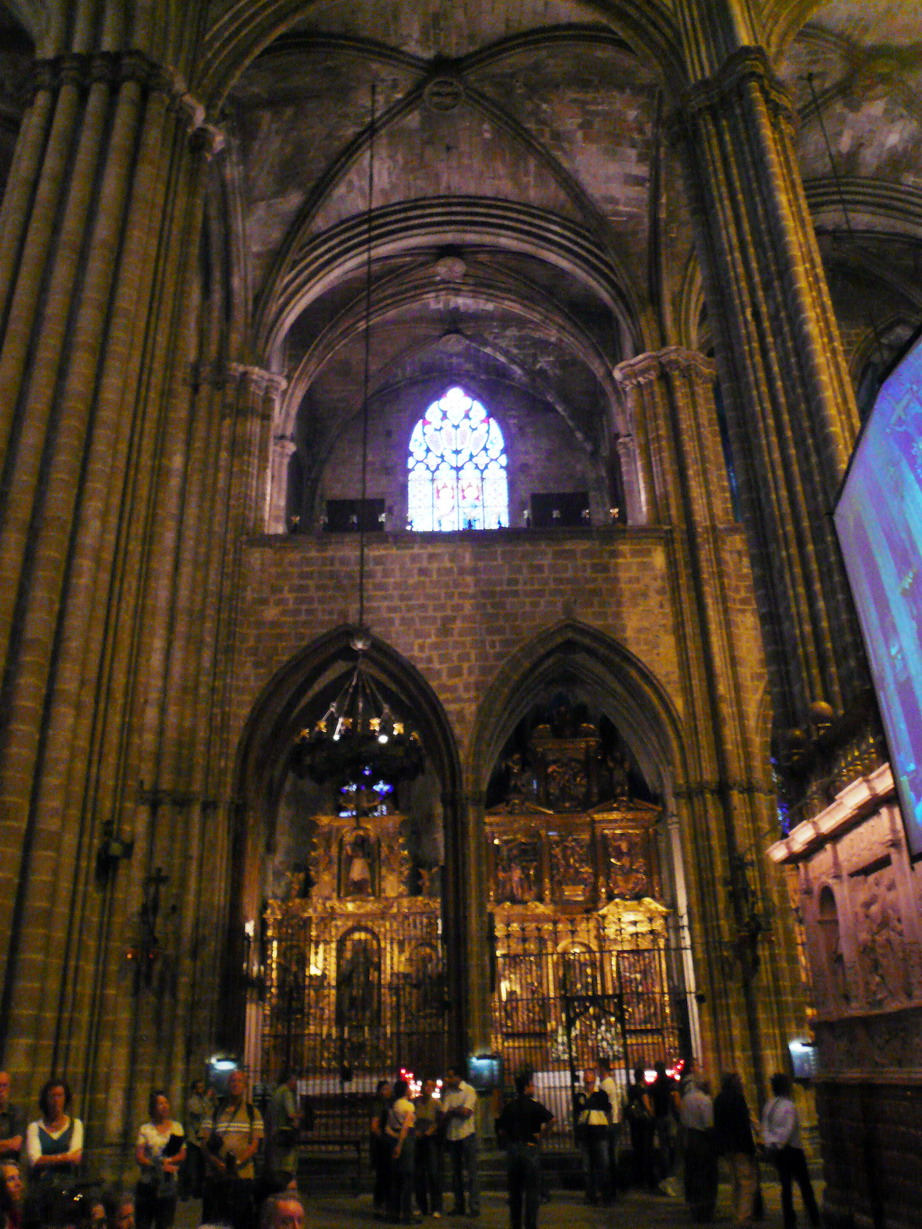
Capillas dobles de San Bernardino y la Virgen del Rosario

### Capillas interiores
Por la construcción de carácter del gótico meridional, los contrafuertes tenían proyección interior, lo que permitía la creación de capillas dobles con gran profundidad entre ellos, con bóvedas de crucería. Se sabe por los documentos que a principios del siglo XV, ya estaban casi todas provistas de retablo. Como solía pasar en casi todas las grandes catedrales, a lo largo de los años sufrían alteraciones tanto en la substitución, por corrientes de nuevas artes del momento, de los retablos góticos por barrocos, como de las advocaciones, por cambio de benefactores. Los gremios artesanales fueron los más importantes a la hora de la sufragación de las capillas de la catedral de Barcelona, encargando la realización de los retablos e imágenes a los mejores artistas del momento, lo cual hace que el recorrido por todo el perímetro de la catedral sea como una visita a un museo.

#### Capillas del lado de la Epístola

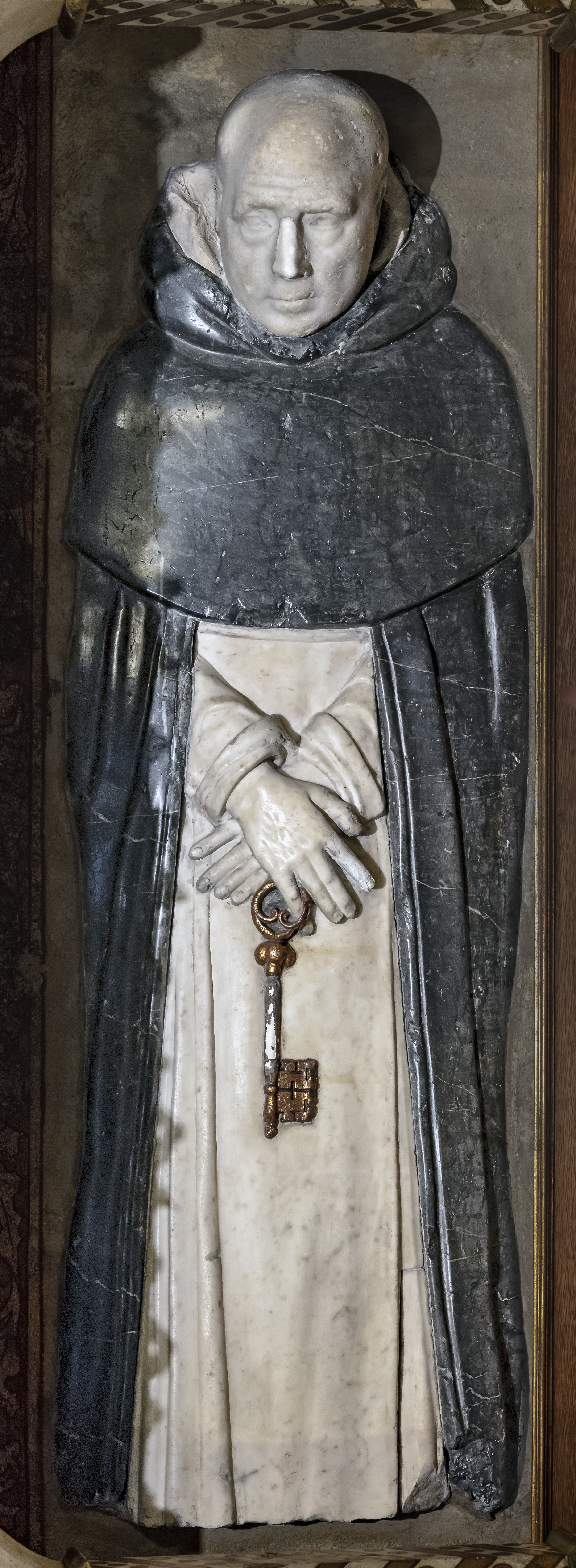
Tumba de San Raimundo de Peñafort en la Catedral de Barcelona

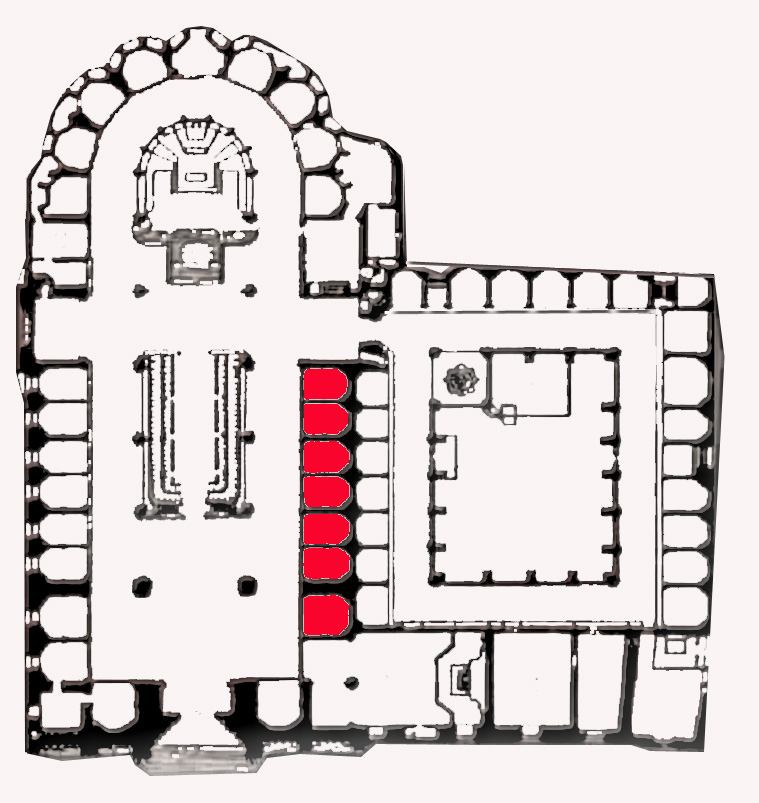
Capillas del lado de la Epístola

Descritas desde la puerta principal hacia el altar.
- Capilla de San Cosme y San Damián. Al lado de la antigua sala capitular, se encuentra esta capilla, en un principio dedicada a las Santas Clara y Catalina, acabada sobre el año 1436 por el maestro de obras Bartolomé Gual, fue sufragada por Sancha Ximenis de Cabrera para realizar su sepulcro, cuya realización la hace Pere Oller, un escultor que también trabajó en el coro de la catedral. La tumba está colocada dentro de un arcosolio con dos pequeños perros esculpidos a los pies de la figura yacente. En la parte frontal están representadas las figuras de plorantes masculinos en dos grupos rodeando una figura femenina con un libro en la mano y con otras mujeres en oración. Sobre el sepulcro, pintada sobre el muro, se encuentra una representación de elevatio animae[29] del pintor Lluís Dalmau.
- Capilla de San José Oriol. Su altar es de estilo modernista y enfrente se encuentra el mausoleo, realizado por el escultor Josep Llimona, del cardenal Salvador Casañas i Pagès (†1908), principal promotor de la canonización del barcelonés José Oriol.
- Capilla de San Pancracio y San Roque. Posee un notable retablo barroco policromado del siglo XVIII.
- Capilla de San Raimundo de Peñafort. Bajo el altar de esta capilla se encuentra la escultura yacente de San Raimundo de Peñafort con el sarcófago datado del siglo XIV, proveniente del antiguo convento de Santa Catalina de la orden dominicana.
- Capilla de San Pablo. El retablo de esta capilla, de hacia 1769, fue diseñado por Francesc Tramullas. Carles Grau hizo el trabajo de la escultura y la policromía fue de Francesc Petit.[30]
- Capilla de Nuestra Señora del Pilar. Retablo barroco del siglo XVII. El mausoleo del arzobispo Gregorio Modrego Casaus (†1972) es del escultor Frederic Marès del año 1972.
- Capilla de San Paciano y San Francisco Javier. El retablo de San Paciano es obra barroca tallada y ensamblada entre 1688 y 1689 por Joan Roig, con policromía de Joan Moxí. En la escena que representa la Última Cena en la predela, el artista se inspiró en una estampa de Albrecht Dürer para resolver dicha composición.[31] Otras tallas y relieves representan a: San Paciano, la muerte de San Paciano, San Mateo, San Vicente, San Benito, Santa Tecla, Santa Tecla Mártir, la Anunciación y la Adoración de los pastores, así como San Francisco Javier con el Papa Pablo III y en figura yacente, tratándose este último, a los pies del retablo, de un bulto tallado en 1687 por Andreu Sala. En el suelo figura la sepultura del obispo Joan Dimas Loris (†1598).

#### Capillas a los pies del templo

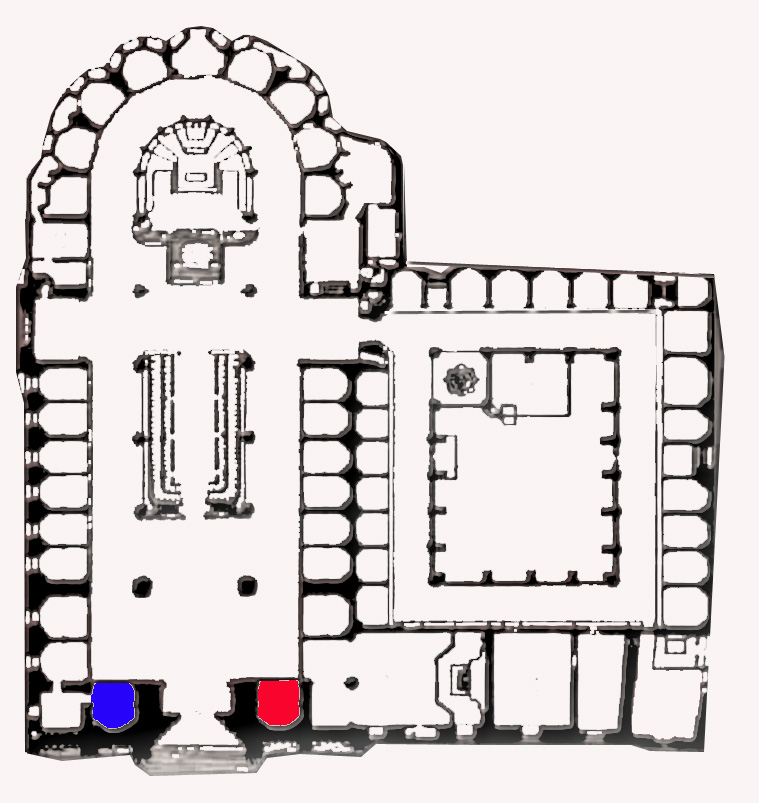
Capilla del baptisterio (en azul) y capilla de la Inmaculada Concepción (en rojo)

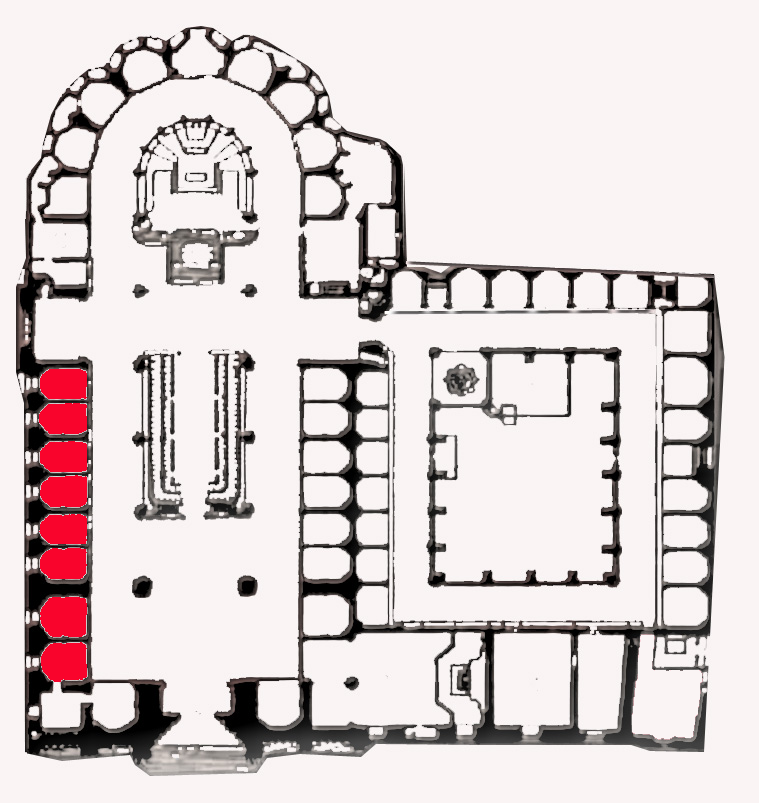
Capillas del lado del Evangelio

A los pies del templo se encuentran dos capillas una a cada lado de la puerta de entrada principal:
- Capilla del Baptisterio. La pila bautismal está realizada en mármol blanco de Carrara, tallada por el artista florentino Onofre Julià en el año 1433. En esta capilla se encuentra el vitral Noli me tangere, que representa la Magdalena con Jesús Resucitado de Gil de Fontanet. Según las trazas del artista cordobés Bartolomé Bermejo, es de finales del siglo XV.
- Capilla de la Inmaculada Concepción. Su imagen es reciente y tiene en sus manos las llaves de la ciudad ofrecidas por el ayuntamiento como ex-voto por la peste del año 1651 que sufrió el municipio. En la pared izquierda de la capilla se encuentra el mausoleo del año 1899 del obispo de Barcelona, Francesc Climent Sapera († 1430).

#### Capillas del lado del Evangelio
Se describen de la puerta principal al altar:
- Capilla de San Severo. Dedicada al santo obispo de la Diócesis de Barcino a finales del siglo III, es la primera que se encuentra desde la puerta principal. El retablo barroco, de 1683, es obra de los escultores Francesc Santacruz i Artigas y Jacint Trulls, asistidos por el ebanista Agustí Llinàs; el dorado fue aplicado por Pau Llorens. El mueble, de dos cuerpos y tres calles, presenta, en su nicho principal, la talla de bulto entero de San Severo, a cuyos lados se disponen una serie de relieves cuadrados que representan las siguientes escenas de la vida y milagros del santo: peregrinación, predicación, ordenación episcopal, martirio, traslado de su cuerpo a la Catedral y curación del rey Martín I el Humano.
- Capilla de San Marcos. Su retablo primitivo gótico fue sufragado por el gremio de zapateros y fue realizado en 1346 por Arnau Bassa. Este retablo fue sustituido por otro barroco y trasladado a la Colegiata Basílica de Santa María de la Aurora (Manresa), donde se conserva en la actualidad. El retablo barroco es del tallista Bernat Vilar, quien lo realizó entre 1683 y 1692, con dorado aplicado por los hermanos Josep y Francesc Vinyals. Siguiendo con el patrón común en los retablos barrocos de la seo catalana, en el nicho central aparece el santo titular, y a sus lados tallas y relieves alusivos a escenas de su vida, así como representativos de otros santos, mártires, la Virgen María, el Hijo y el Padre. A ambos lados de la Capilla pueden contemplarse dos óleos sobre tela, pintados por Francesc Tramullas Roig en 1763: San Marcos escribiendo el Evangelio y Prendimiento y martirio de San Marcos. Las pinturas de las bóvedas de la capilla, con un programa alegórico sobre la Eucaristía se han atribuido a Francesc Tramullas (1767-1770), mientras que las que aparecen en los segmentos laterales altos con una Última cena y una Cena en casa de Emaús son obra de Francesc Pla el Vigatà.[32]
- Capilla de San Bernardino y San Miguel Arcángel. En su retablo barroco del año 1705 se pueden contemplar las imágenes de San Bernardino de Siena, talla anónima de hacia 1784, San Miguel, San Antonio de Padua, San Jerónimo y la transfiguración de Santa Teresa de Jesús. El retablo original de esta capilla, de Jaume Huguet, se conserva en el Museo catedralicio.
- Capilla de la Virgen del Rosario. Está presidida por un retablo protobarroco dorado y policromado realizado entre 1617 y 1620 por el artista de Tarrasa Agustí Pujol. En sus tres calles, dos cuerpos y el ático se distribuyen las imágenes y relieves de Nuestra Señora del Rosario, los misterios marianos de la Anunciación, la Asunción y la Coronación, la Natividad, la Flagelación y la Resurrección de Cristo, e imágenes de San Lorenzo, San Miguel Arcángel y San Jerónimo.
- Capilla de Santa María Magdalena, San Bartolomé y Santa Isabel. Del pintor Guerau Gener, que fue aprendiz en el taller de Lluís Borrassà y que lo ejecutó en 1401, es el retablo gótico que preside el espacio. Los trece temples sobre tabla representan las siguientes escenas: en el cuerpo principal, San Bartolomé y Santa Isabel (motivo central), Martirio de San Bartolomé, Santa Isabel curando a los enfermos, Predicación de San Bartolomé, y Milagros póstumos de San Bartolomé; en el cuerpo superior: Calvario, Exorcismo de la hija del rey Polem e Intercesión milagrosa de Santa Isabel; en el banco: la Anunciación, la Natividad del Señor, la Virgen y el Niño entre santos y ángeles, la Epifanía y la Presentación de Jesús en el templo.
- Capilla de San Sebastián, Santa Tecla y el Corazón de María. Tiene un retablo tardogótico de los años 1486-1498, realizado por Rafael Vergós, Francesc Mestre y Pere Alemany, artistas pertenecientes al taller de Jaume Huguet. Se compone de tablas pintadas al temple, representando las siguientes escenas y figuras: Jesús entre los doctores del templo y Santa Tecla y San Sebastián con el canónigo Joan Andreu Sorts (calle central); Santa Tecla en el foso de las fieras, Santa Tecla en la hoguera y San Nicasio (calle lateral derecha); San Sebastián destruyendo los ídolos, Martirio de San Sebastián y San Roque (calle lateral izquierda); la Anunciación (guardapolvos superior); San Miguel Arcángel, Santa María Magdalena, Ecce Homo, San Juan Evangelista y Santa Bárbara (banco); y San Juan Bautista y San Andrés (puertas del banco). Fuera del retablo, exenta, una talla policromada del Corazón de María, obra moderna (1942) de Vicenç Vilarrubies.
- Capilla de Nuestra Señora de la Alegría. Contiene un altar-retablo labrado en alabastro y en estilo neogótico por el escultor Josep Maria Camps i Arnau en 1945. Imagen de N. S. de la Alegría.
- Capilla de Nuestra Señora de Montserrat. Retablo moderno con imagen de la patrona de Cataluña.

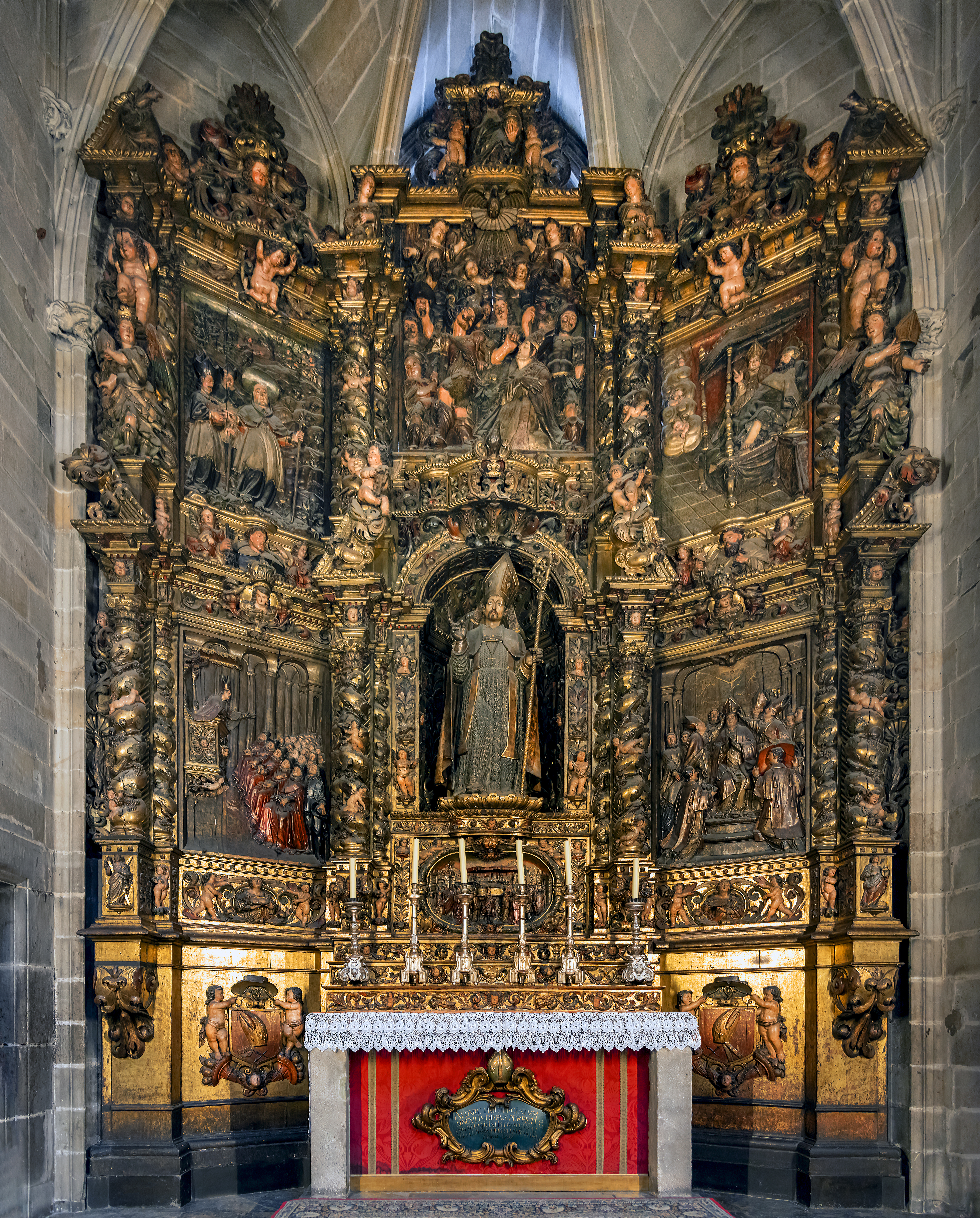
Retablo barroco de San Severo.
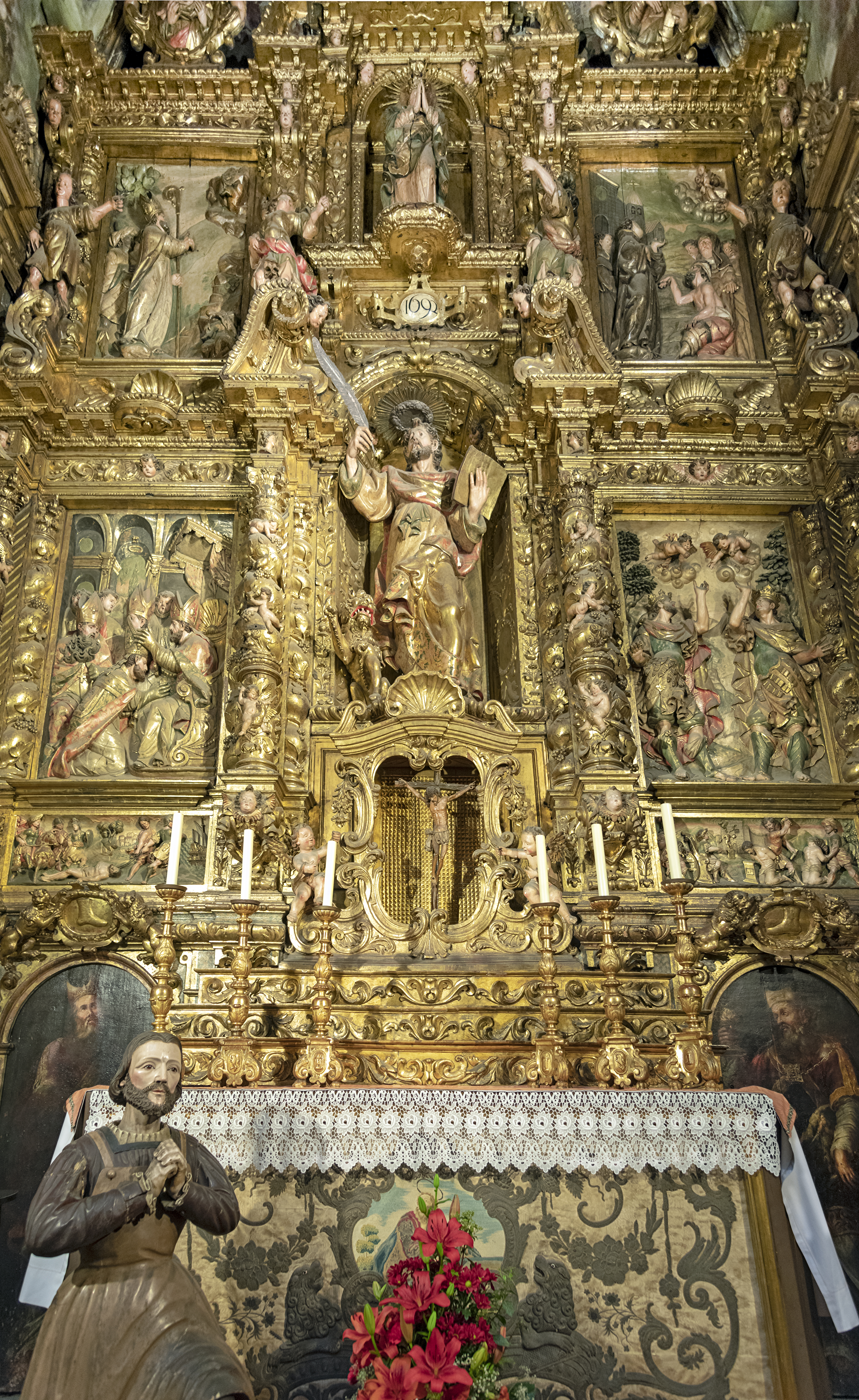
Retablo barroco de San Marcos.
Retablo barroco de San Bernardino.
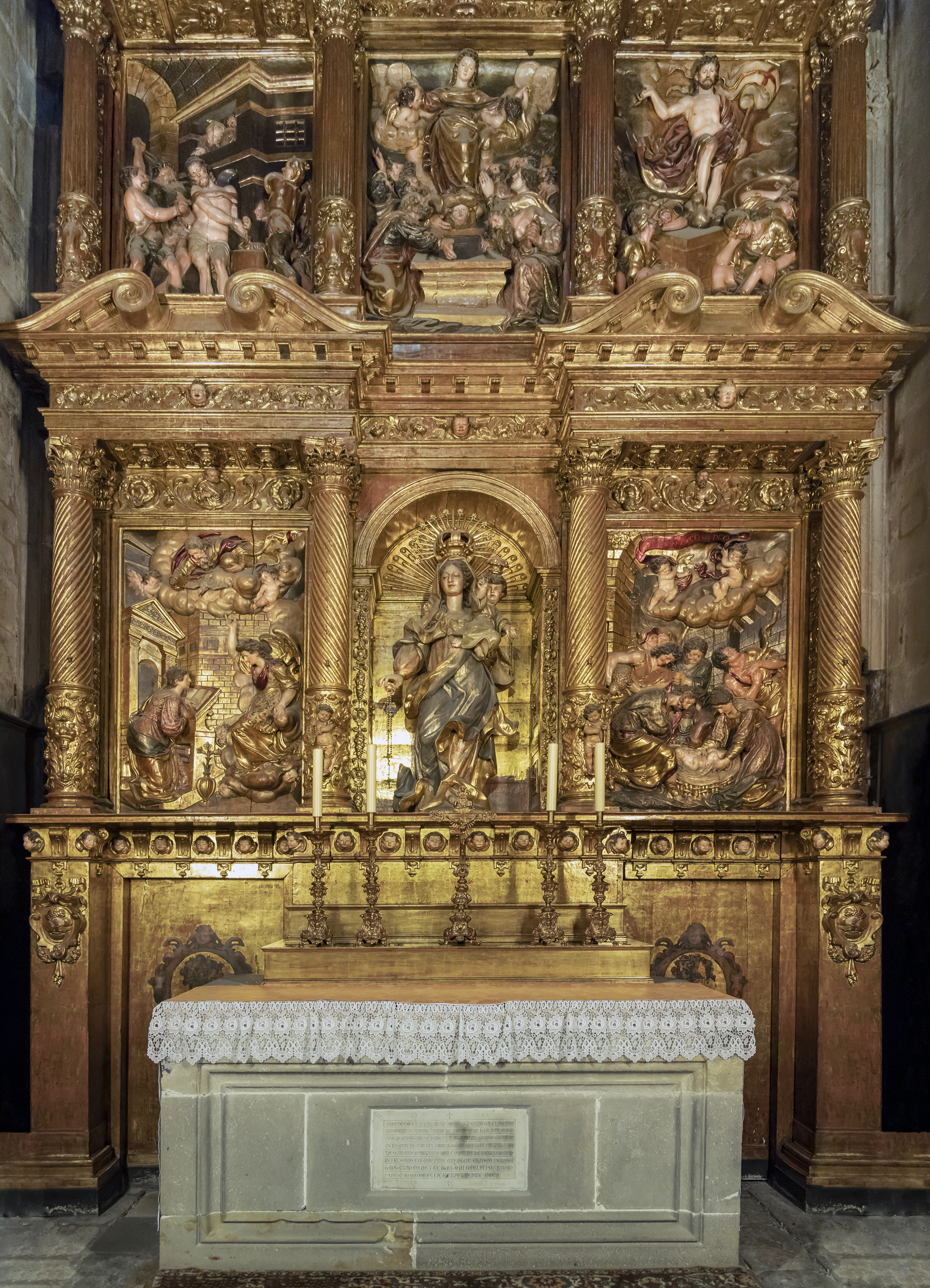
Retablo barroco de la Virgen del Rosario.
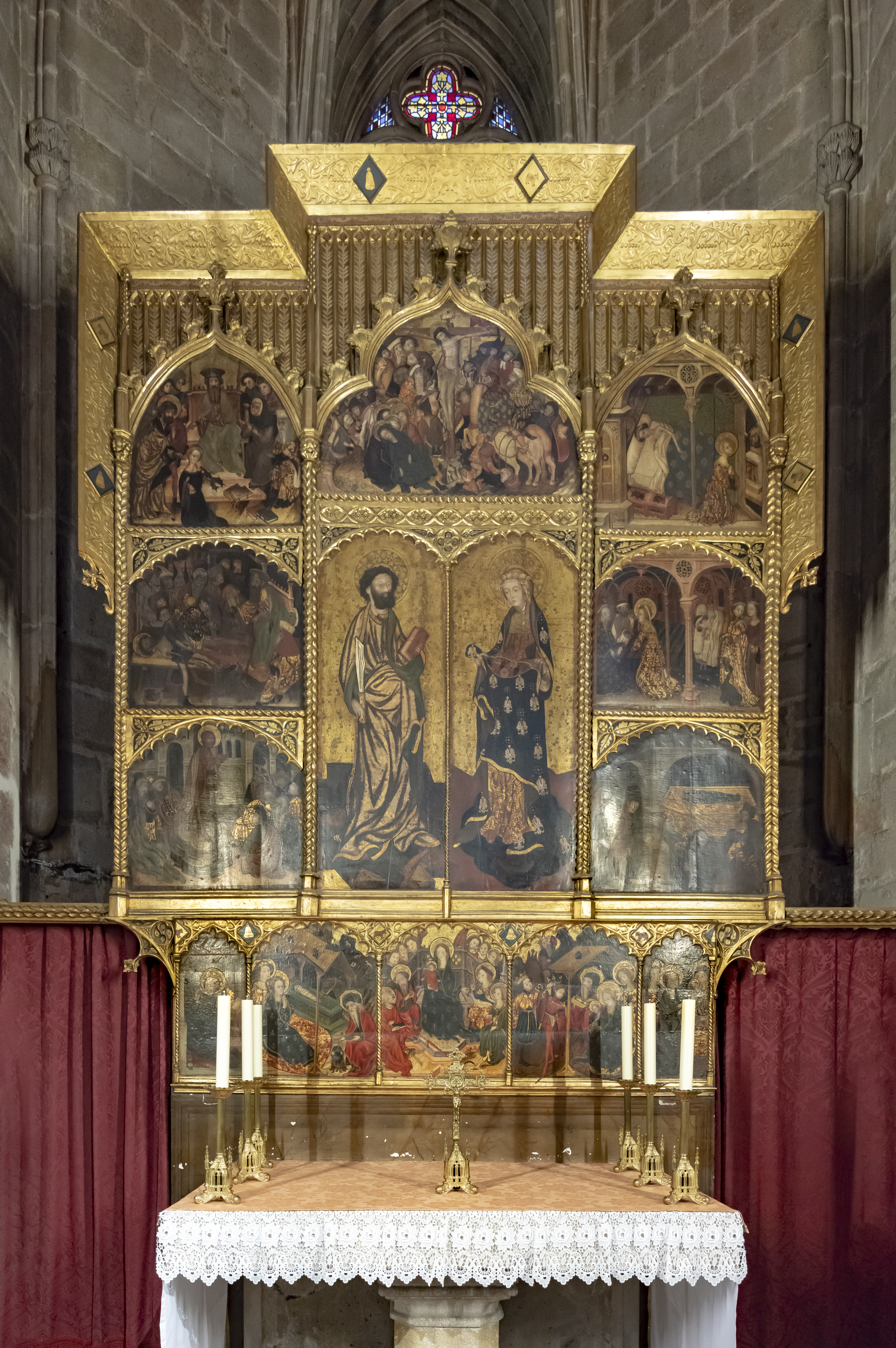
Retablo gótico de San Bartolomé y Santa Isabel.
Retablo de San Sebastián y Santa Tecla.

#### Capillas del deambulatorio

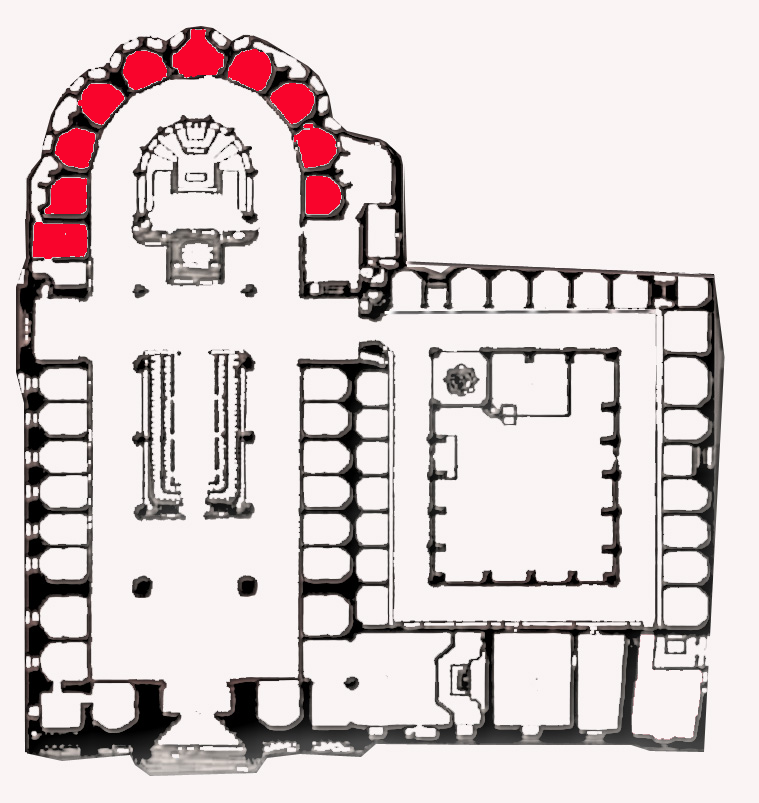
Capillas del deambulatorio

Descritas en sentido de las agujas del reloj:
- Capilla de los Santos Inocentes o de las Ánimas del Purgatorio. Se encuentra ubicada a continuación del brazo izquierdo del crucero y de la puerta de San Ivo. Sobre el altar, dentro de la predela del retablo, se guardan en una arqueta de plata del siglo XVI las reliquias que el duque de Venecia le dio a Juan II con la condición que se conservaran en la catedral de Barcelona. El retablo, dedicado a la Glorificación de la Virgen María, y tallado y policromado por Marià Montaya, es obra barroca que preside un óleo pintado sobre tela por Joan Gallart en torno a 1709-1711; esta escena principal representa la Coronación de la Virgen, y a sus lados y debajo se sitúan óleos de menor tamaño que representan el Nacimiento de la Virgen, la Presentación en el Templo, la Matanza de los Santos Inocentes y las Ánimas del Purgatorio. En el muro de la derecha hay un arcosolio que contiene un sarcófago del obispo Ramon d'Escales (1386-1398), obra del escultor Antoni Canet del 1409. Se trata de una exquisita escultura gótica hecha en alabastro, con magnífico bulto yacente del obispo y relieves de plañideras bajo las arquerías góticas de la parte frontal del sepulcro.
- Capilla del Sagrado Corazón de Jesús. Altar presidido por una imagen moderna (1940) del escultor Vicenç Vilarrubias, bajo dosel neogótico.
- Capilla de Nuestra Señora de la Merced. Comparte esta capilla la advocación con San Pedro Nolasco. Contiene el Retablo de la Fundación de la Orden de la Merced, mueble barroco del escultor Joan Roig (padre) del año 1688, con policromía firmada por Francesca Viladomat pero realizada por Joan Moixí. El motivo escultórico principal representa la adoración del rey Jaime I a la Virgen de la Merced. Rodean esta escena imágenes de San Pedro, San Silvestre, San Gregorio Magno y San Francisco de Asís, así como, en el ático, el escudo mercedario. Esta obra fue sufragada por el presbítero y doctor en Derecho Pere Roig i Morell.[33]
- Capilla de Santa Clara y Santa Catalina. El retablo, del año 1456,[34] y su realización corrió a cargo de Miquel Nadal y Pedro García de Benavarre. El retablo consta de 19 tablas pintadas al temple, que representan a: el Calvario; Santa Clara y Santa Catalina (tabla principal); La profesión de fe de Santa Catalina; Santa Catalina ahuyentada por los infieles; Muerte de Santa Clara; San Nicolás de Bari; Santa Bárbara; San Bernardino de Siena; San Luis de Tolosa; Santa Ágata; San Vicente Ferrer; Esponsales místicos de Santa Catalina; Martirio de Santa Catalina; Muerte de Santa Catalina; Oración de Jesús en el Huerto; Santo Entierro; No me toques; Santa Eulalia; Santa Lucía; En sus muros laterales se pueden ver, de Francesc Tramulles, quien los pintó en 1763, dos espléndidos lienzos sobre la vida y la leyenda de San Esteban, antigua advocación de la capilla: La Lapidación de San Esteban y la Liberación milagrosa de Gallerà de Pinós por intercesión de San Esteban. Son dos de las mejores obras de la pintura catalana de su época.
- Capilla de San Pedro Apóstol. Contiene en los muros laterales dos pinturas con escenas de la vida de San Pedro en relación con Jesús. Los dos óleos sobre tela fueron pintados por un artista anónimo en el siglo XVIII. El retablo, dedicado a San Martín de Tours y a San Ambrosio de Milán, fue realizado por Joan Mates en 1415 con un marcado carácter franco-flamenco. El mueble presenta ocho temples sobre tabla con los siguientes motivos: Calvario; San Martín y San Ambrosio; Nacimiento de San Ambrosio y el milagro del enjambre de abejas; Sueño milagroso de San Martín; Consagración de San Ambrosio como Obispo de Milán; San Martín partiendo su capa; Consagración de San Martín como Obispo de Tours; Predicación de San Ambrosio.
- Capilla de San Gabriel y Santa Elena. En esta capilla estuvo hasta el año 1932 el Santo Cristo de Lepanto. El retablo que hay en la actualidad, antiguamente colocado en el claustro, está dedicado a San Gabriel Arcángel e integra 18 pinturas al temple sobre tabla obra de Lluís Borrasà, quien las realizó entre 1381 y 1390. Los motivos son: Calvario; La Anunciación; Visión de San Daniel de la lucha del chivo y el cordero; Aparición del ángel sobre el río Hidekel; Duda de San José; Revelación del ángel a Daniel; Anunciación a Zacarías del nacimiento de San Juan Bautista; Anunciación a los pastores; Aviso del ángel a los Reyes de Oriente; Oración en el Huerto de los Olivos; Ascensión; Huida a Egipto; Las tres Marías ante el sepulcro; Anunciación del traspaso de la Madre de Dios; Natividad; Epifanía; Presentación en el Templo; Dormición y Coronación de la Madre de Dios. En los laterales de la Capilla cuelgan dos óleos de autoría anónima del siglo XVIII: La coronación de espinas y La oración en el Huerto de los Olivos.
- Capilla de San Juan Bautista y San José. Era la capilla del gremio de carpinteros; su patrón fue San Juan hasta el siglo XVII, en que cambió a San José. El retablo renacentista dedicado a San Juan Bautista es anónimo, del año 1577. Es de talla policromada, con puertas pintadas al óleo por Joan Mates representando a evangelistas. El mueble, de cuatro niveles, ático y cinco calles, contiene las siguientes imágenes y escenas en relieve (se enumeran de arriba abajo y de izquierda a derecha): Bautismo de Jesús; Anunciación a San Zacarías del nacimiento de San Juan; Nacimiento de San Juan; San Juan Bautista; Visitación de la Virgen; Predicación de San Juan; Prendimiento de San Juan; Aprisionamiento de San Juan; Banquete de Herodes; Degollación de San Juan; Oración de Jesús en el Huerto; Flagelación de Jesús; San José con el Niño; Coronación de espinas; Camino del Calvario; San José; San Juan Bautista.
- Capilla de la Transfiguración del Señor. Llamada también de San Benito. El retablo, una de las más importantes piezas góticas de la Catedral, fue realizado por Bernat Martorell en 1445/1452 por encargo del obispo Simó Salvador (†1445). En el muro izquierdo hay un arcosolio con el mausoleo del obispo Ponç de Gualba (†1334) con un calvario que lo corona del artista Jaume Cascalls. En el muro derecho, talla de San Benito de Nursia.

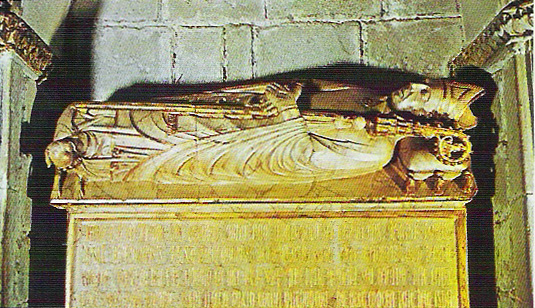
Sarcófago del obispo Berenguer de Palou

- Capilla de la Visitación. Fue el canónigo Nadal Garcés quien encargó el retablo en el año 1466/1475 a un autor que hoy nos es desconocido. Se trata de un tríptico con la escena de la Visitación y retratos de San Lucas Evangelista y San Sebastián Mártir. A su izquierda aparece el mausoleo del obispo barcelonés del siglo XIII Berenguer de Palou, monumento funerario que posiblemente formaba parte de la antigua catedral románica. A su derecha, el sepulcro moderno del obispo Pedro Martínez San Martín, cabeza de la Archidiócesis en 1832-1849. En la actualidad, la Capilla de la Visitación es la Capilla de la Orden Constantiniana de San Jorge (Sacra y Militar Orden Constantiniana de San Jorge), una de las órdenes de Caballerías más antiguas de la Cristiandad, bajo el Gran Magisterio del Don Pedro de Borbón-Dos Sicilias, Duque de Calabria. La delegación en Cataluña de la Orden ofreció la restauración de la Capilla así como una escultura de su santo patrón. Juan Pablo II concedió a los caballeros constantinianos de Cataluña una reliquia de San Jorge y una indulgencia plenaria, de la que los fieles pueden beneficiarse cada 23 de abril tras la misa solemne en la que los caballeros sirven en los Santos Oficios. Actualmente, tanto el Cardenal-arzobispo de Barcelona como el deán de la Catedral y varios canónigos pertenecen a dicha orden, perpetuando una tradición milenaria y el vínculo ancestral de Cataluña con el santo patrón de la caballería cristiana.
- Capilla de San Antonio Abad. Correspondía esta capilla al gremio de los arrieros El retablo barroco del santo se realizó entre 1690 y 1712; el trabajo escultórico corresponde a Joan Roig II y el policromado fue aplicado por Joan Moxí. La mazonería acoge las siguientes tallas y relieves: Santo Domingo de Guzmán; San Antonio Abad; la Virgen del Carmen; San Benito; San Francisco de Asís; Milagro de la mula de San Antonio de Padua; Tentaciones de San Antonio; Milagro de San Francisco de Asís. Las paredes laterales muestran unas pinturas relativas a San Antonio Abad del siglo XVIII por ahora anónimas. A continuación de esta capilla se encuentra la sacristía.

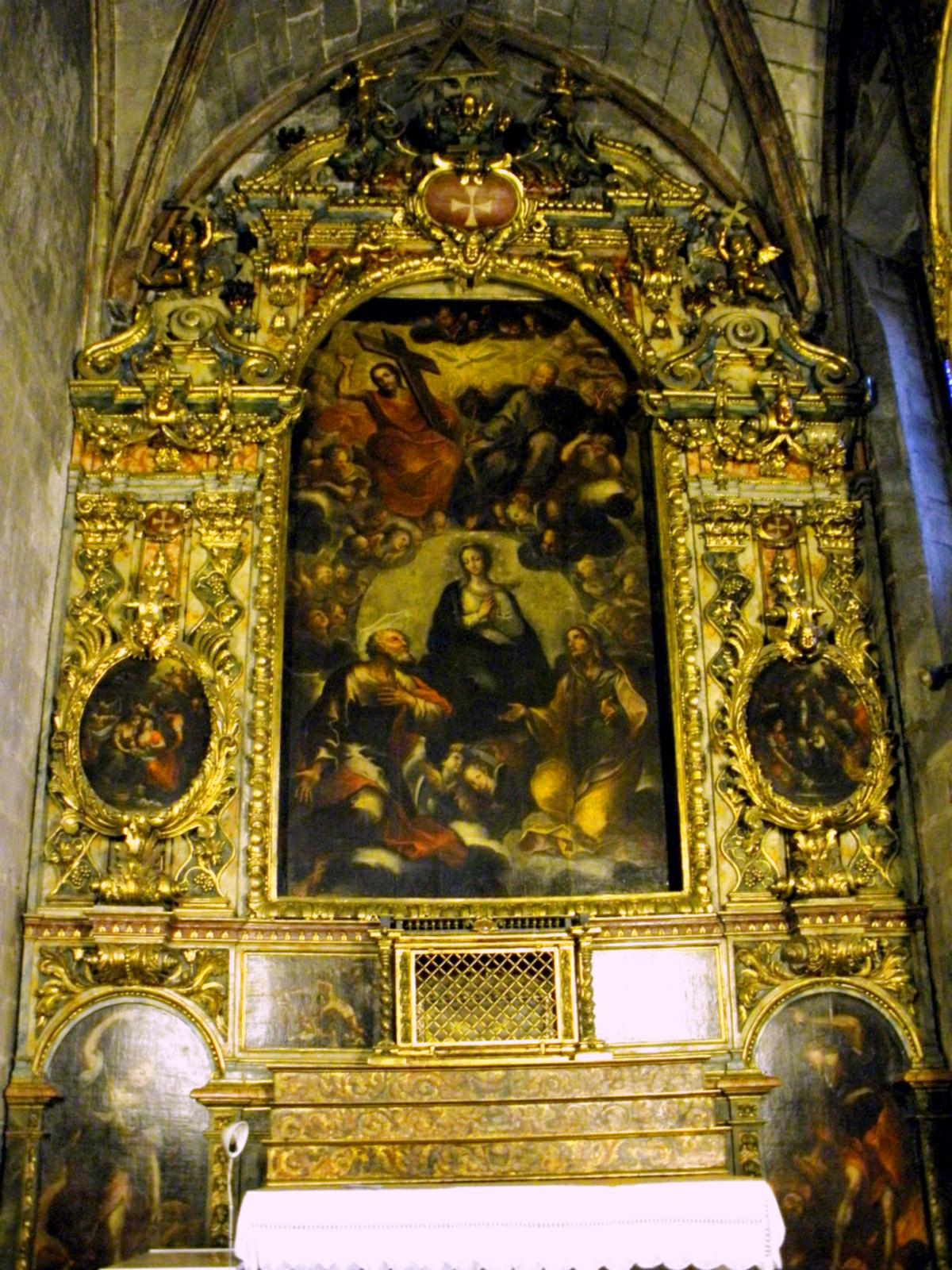
Retablo barroco de la Glorificación de la Virgen
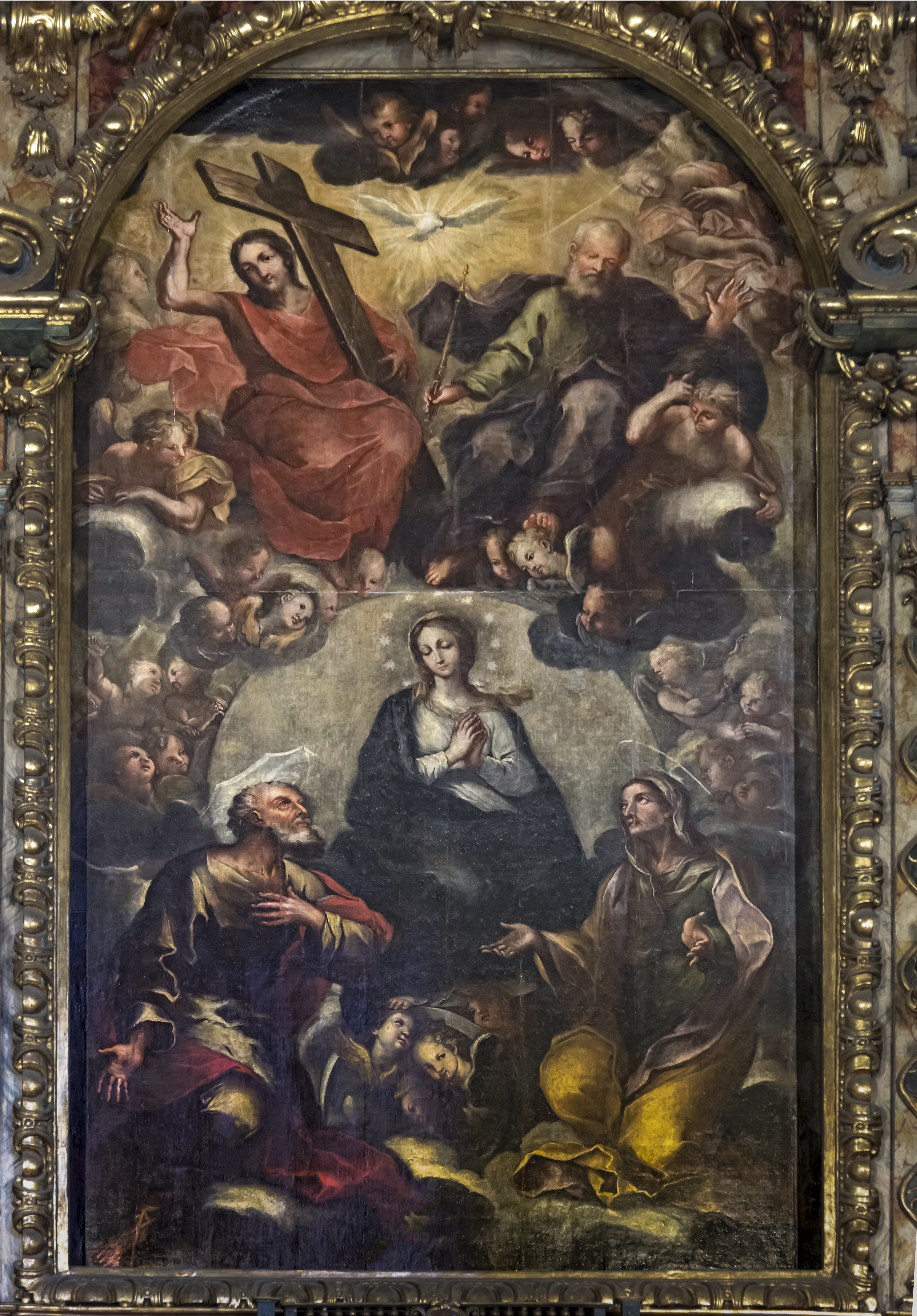
La Coronación de la Virgen,
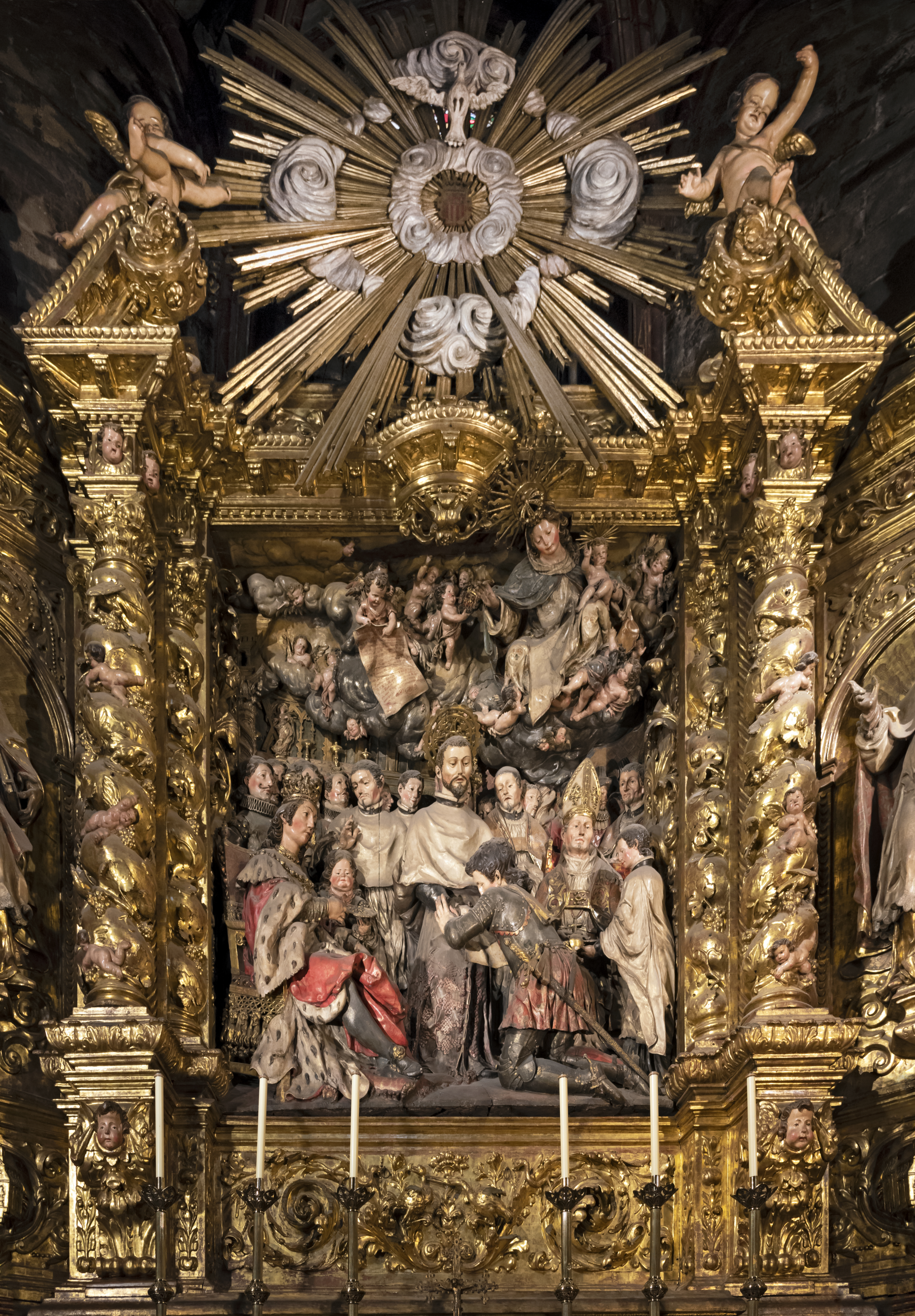
Retablo barroco de La Merced
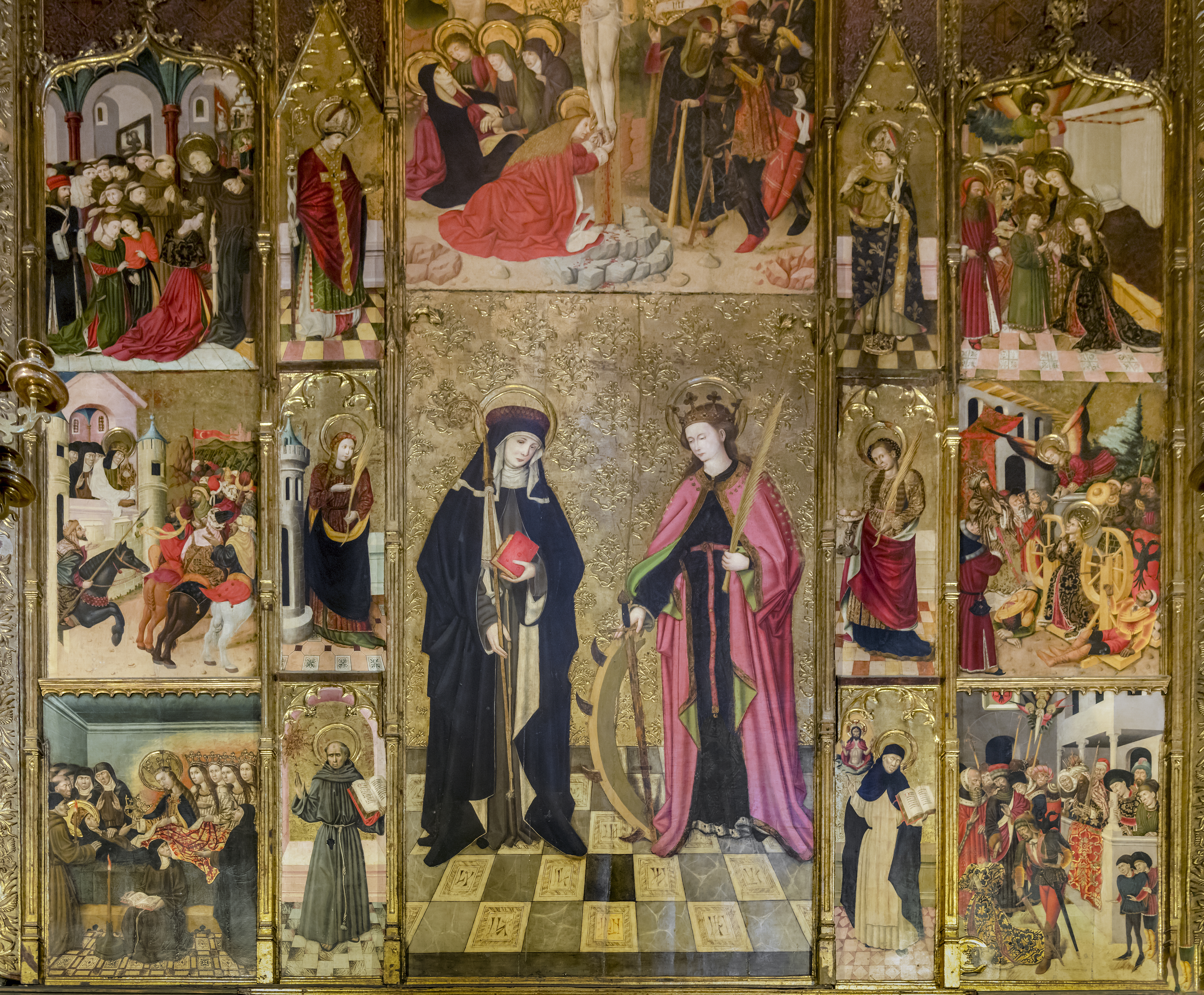
Retablo gótico de Santa Clara y Santa Catalina
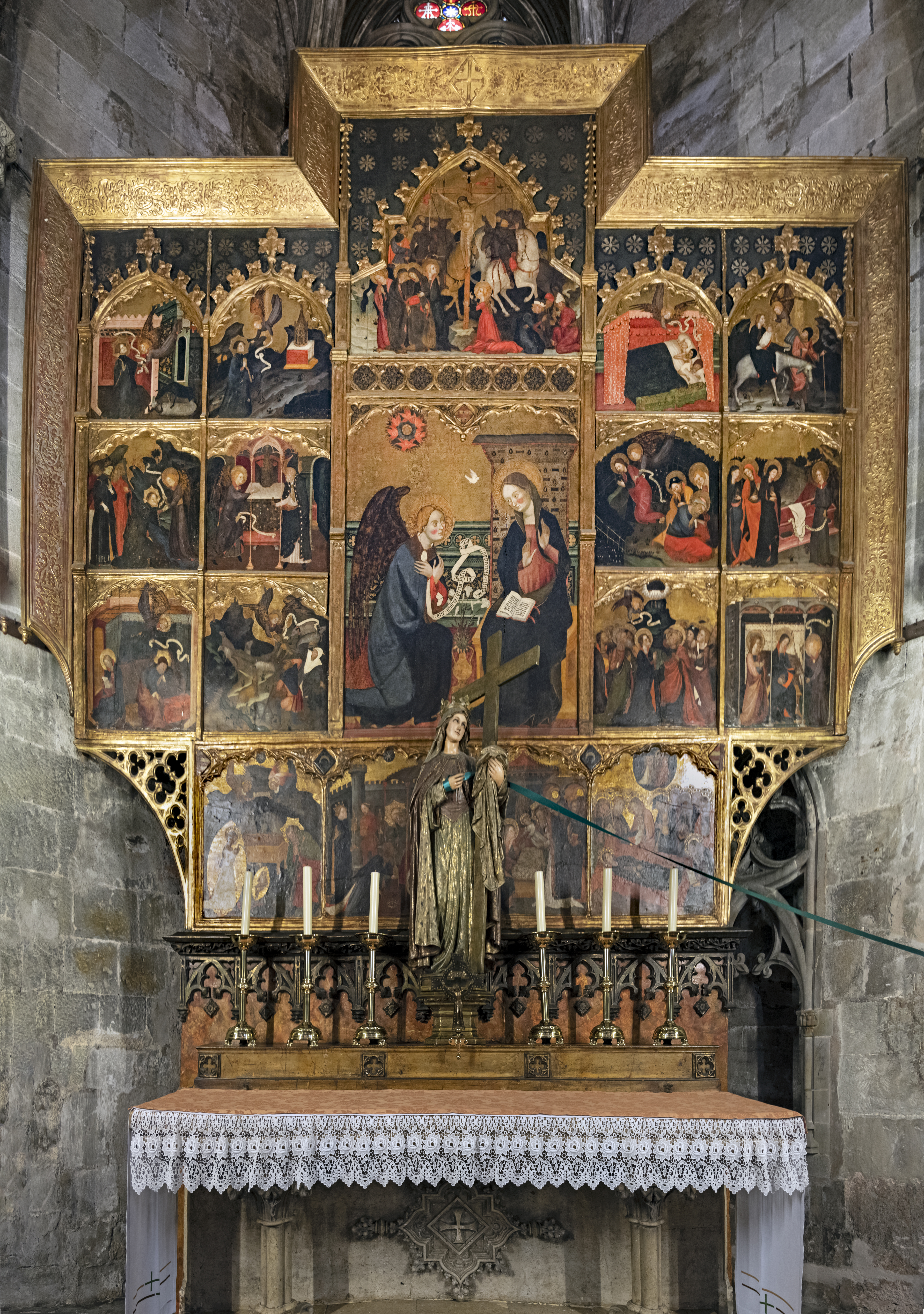
Retablo gótico de San Gabriel y Santa Elena
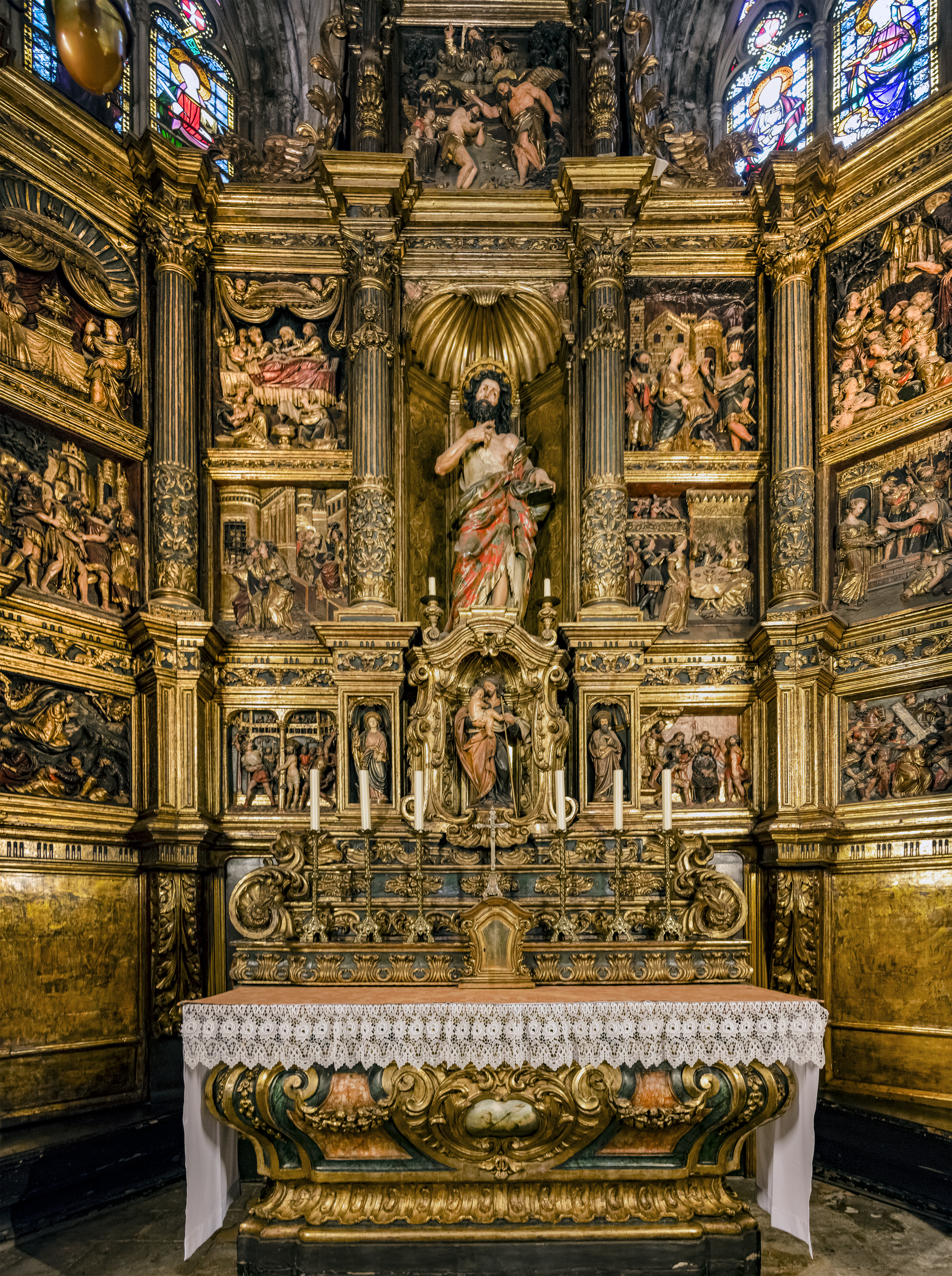
Retablo renacentista de San Juan Bautista
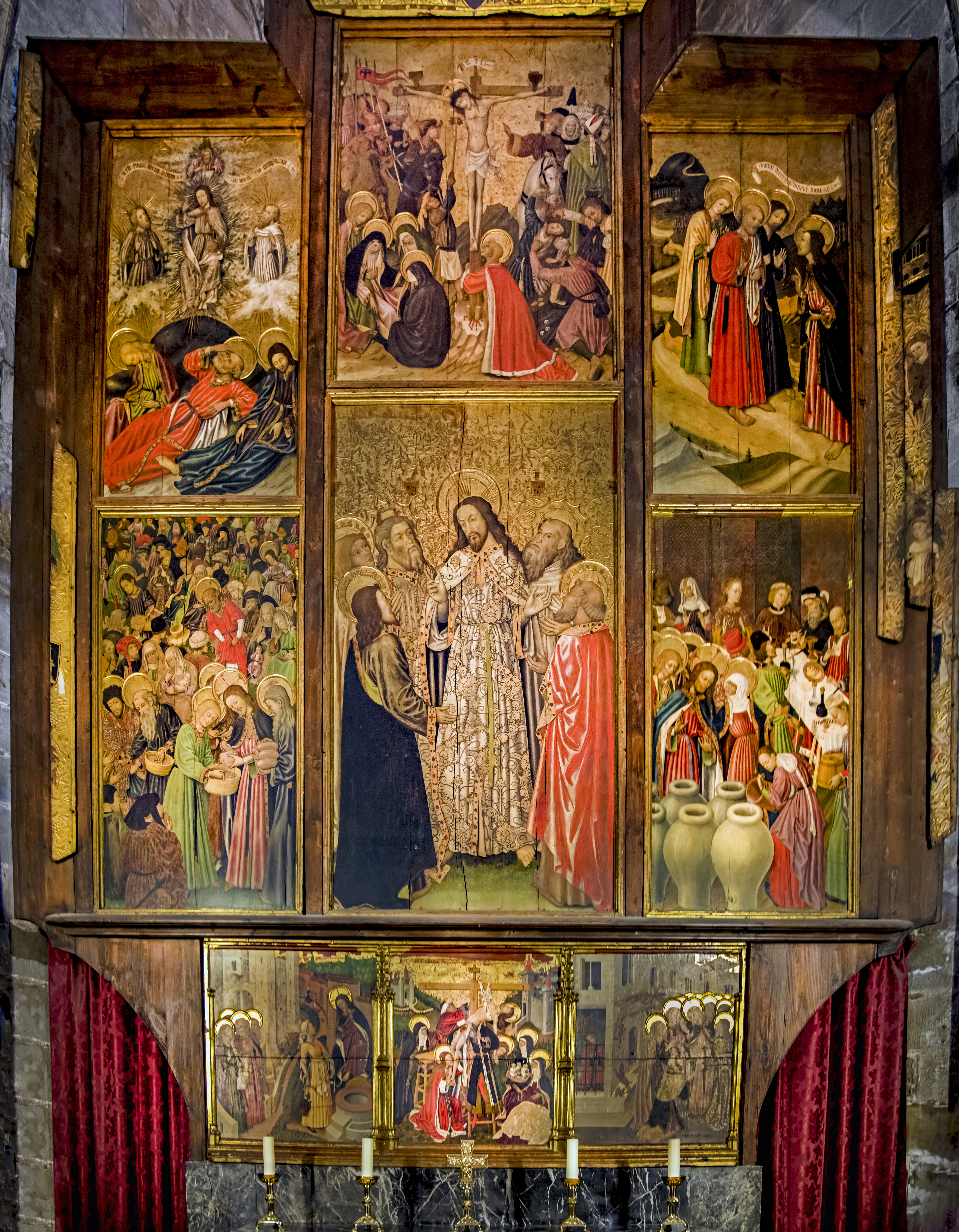
Retablo gótico de la Transfiguración

- Wikimedia Commons alberga una categoría multimedia sobre Capillas de la Catedral.

### Sacristía y tesoro

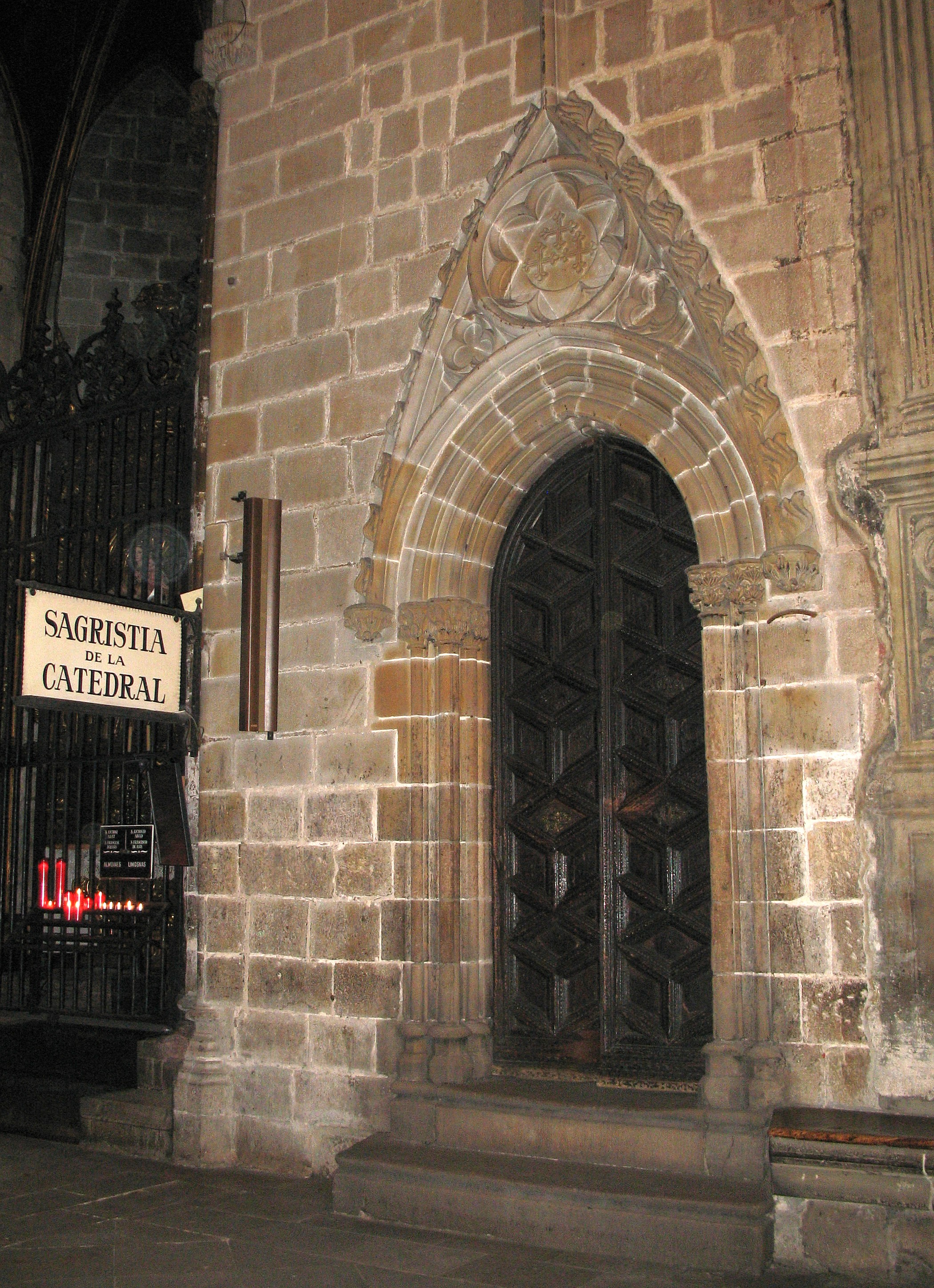
Puerta de entrada a la sacristía

La sacristía consta de tres salas; en el muro de entrada hay elementos de crestería de piedra coronados por una cruz. En 1408 se amplió con la salita del tesoro y en el año 1502 con la otra sala, donde se revisten los sacerdotes.
Entre las piezas que guarda para el culto destaca la custodia procesional, realizada en plata y oro con aplicaciones de pedrería, es de arquitectura gótica con algún elemento renacentista. Se trata de una obra de finales del siglo XIV. El ostensario con un viril de pedrería representa una catedral gótica. Descansa sobre una silla donada por el rey Martín el Humano (1396-1410), según consta en los libros de inventario de la sacristía. La silla es de madera tallada—la obra es tan fina, que a menudo se lee que es obra de platería u orfebrería--, dorada, de estilo gótico flamígero, es portátil y desmontable.
Como piezas importantes son también la cruz procesional de Francesc Vilardell del año 1383, de plata dorada con las imágenes del Crucifijo y de Santa Eulalia, adornada con esmaltes de los cuatro evangelistas en los brazos de la cruz, y es de resaltar la cruz del rey Martín del año 1398 con su Lignum Crucis.
Y como digno de mención aquí también guarda la espada de Pedro de Portugal, conde de Barcelona y es considerado una de las más bellas del mundo.

### Tumbas reales

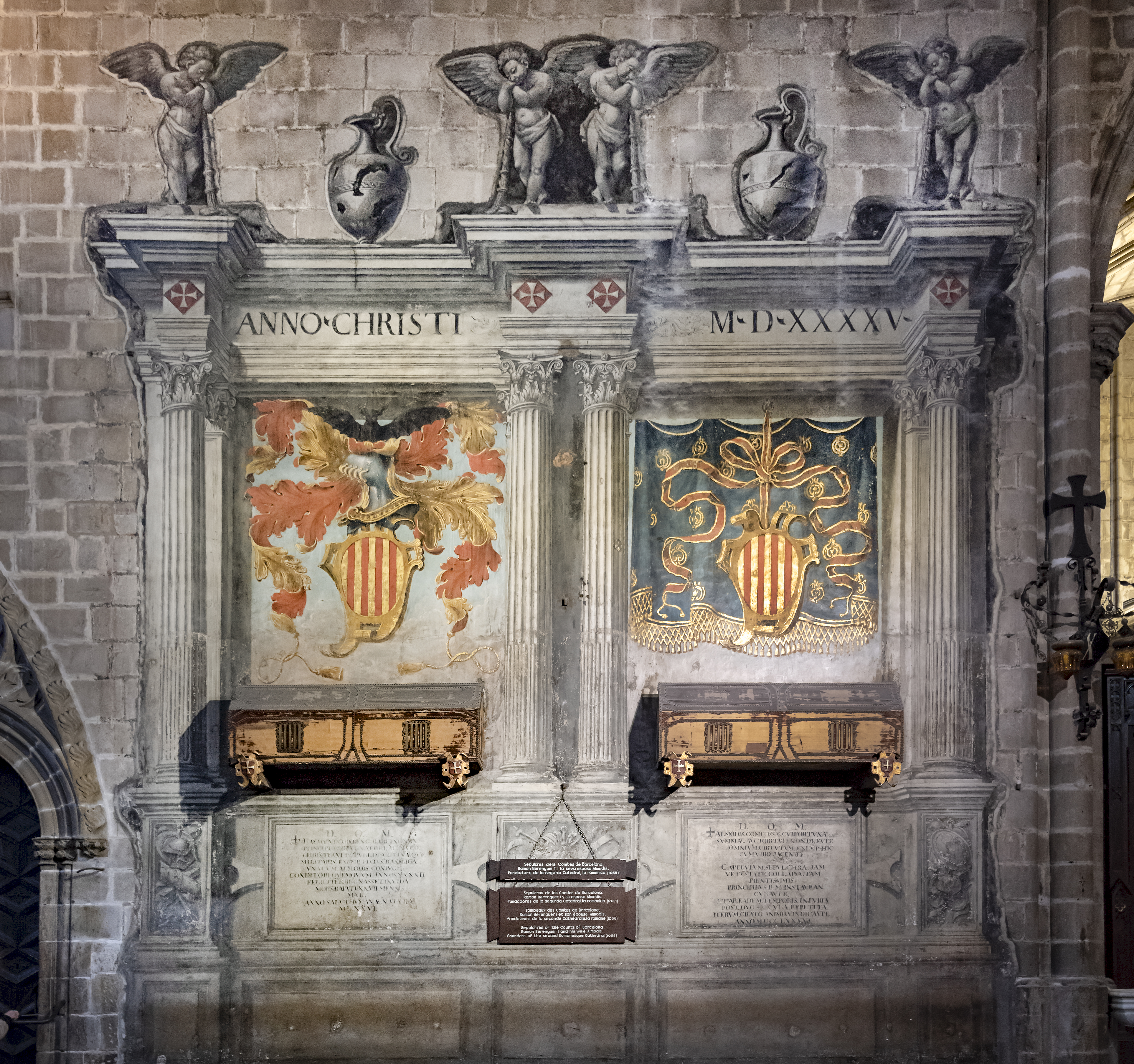
Sepulcros de Ramón Berenguer I y Almodis de la Marca

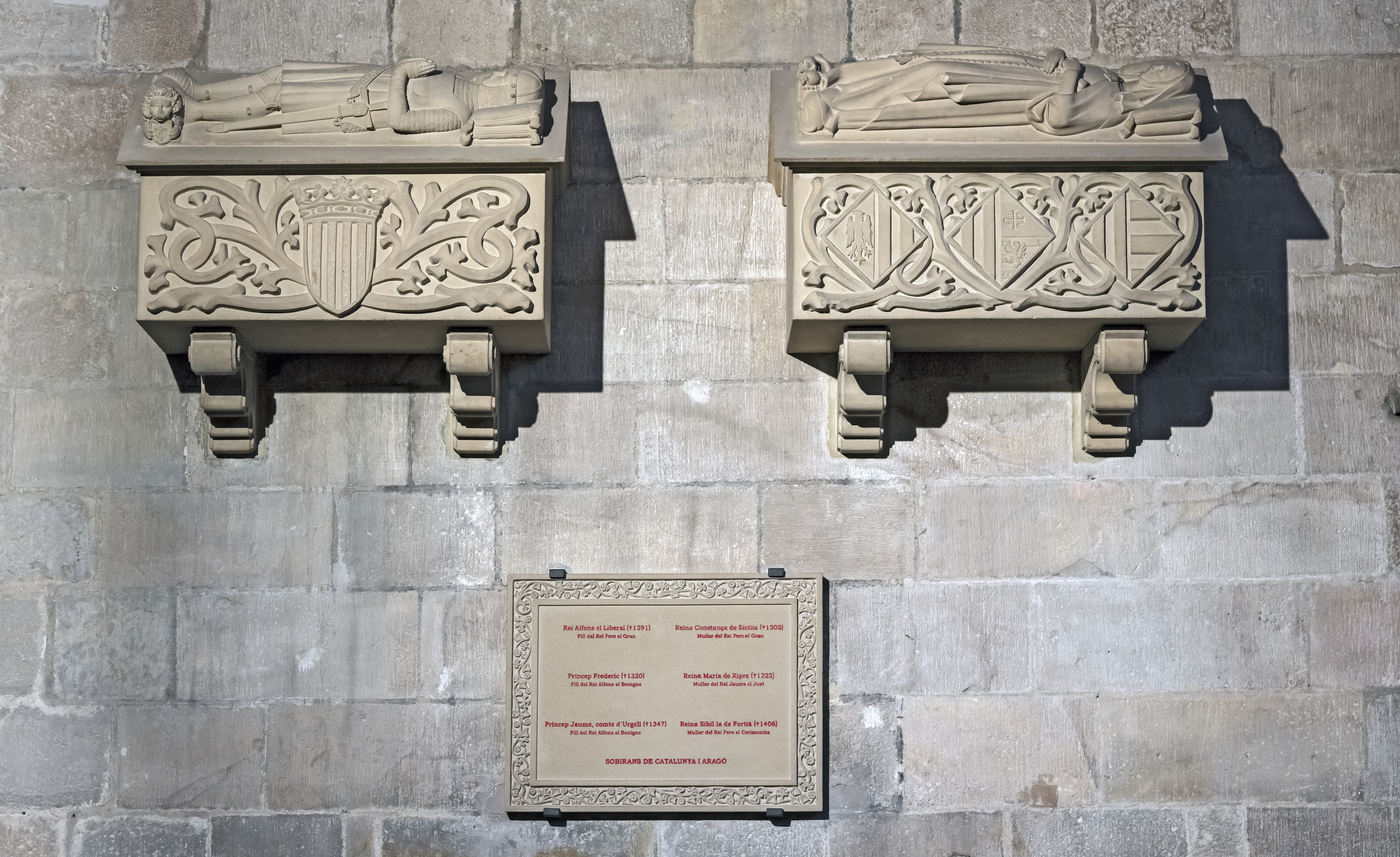
Sepulcros de Alfonso III de Aragón, Jaime I de Urgel y cuatro reinas

En la Catedral están los restos de algunos soberanos y personas reales del condado de Barcelona y la Corona de Aragón.
Junto a la sacristía, situados en posición elevada en la pared, y sobre un fondo de pinturas de 1545 ejecutadas por el pintor portugués Enrique Ferrandis o Fernandes, están los sepulcros de:
- Ramón Berenguer I, conde de Barcelona y
- Almodis de la Marca, su mujer.

Es posible que durante la construcción de la catedral gótica también se inhumaran en estos féretros los restos de:
- Ramón Borrell, conde de Barcelona, y
- Petronila de Aragón, reina de Aragón, esposa de Ramón Berenguer IV de Barcelona,

que habían sido enterrados en la antigua catedral, y cuyo rastro se perdió.
Al otro lado de la nave, frente a este muro, y entre el transepto y la Capilla de los Santos Inocentes, en 1998 se instalaron dos sepulcros de piedra con los restos de las personas reales que fueron trasladadas en 1852 a la Catedral, a una de las capillas del claustro, desde su enterramiento original del convento de Sant Francesc de Barcelona, que había sido derruido en 1837. Los sepulcros tienen sendas esculturas de Frederic Marès. Los restos conservados son de:
- en una urna:
- Alfonso el Liberal, rey de Aragón y conde de Barcelona
- Jaime I de Urgel, conde de Urgel, y Federico de Aragón, hijos de Alfonso el Benigno

- en la otra:
- Constanza de Sicilia, esposa de Pedro el Grande
- María de Chipre, esposa de Jaime el Justo
- Sibila de Fortiá, cuarta esposa de Pedro el Ceremonioso
- Leonor de Aragón y Foix (1333-1416), hija de Pedro IV de Ribagorza y segunda esposa de Pedro I de Chipre, rey de Chipre y Jerusalén.

## Claustro

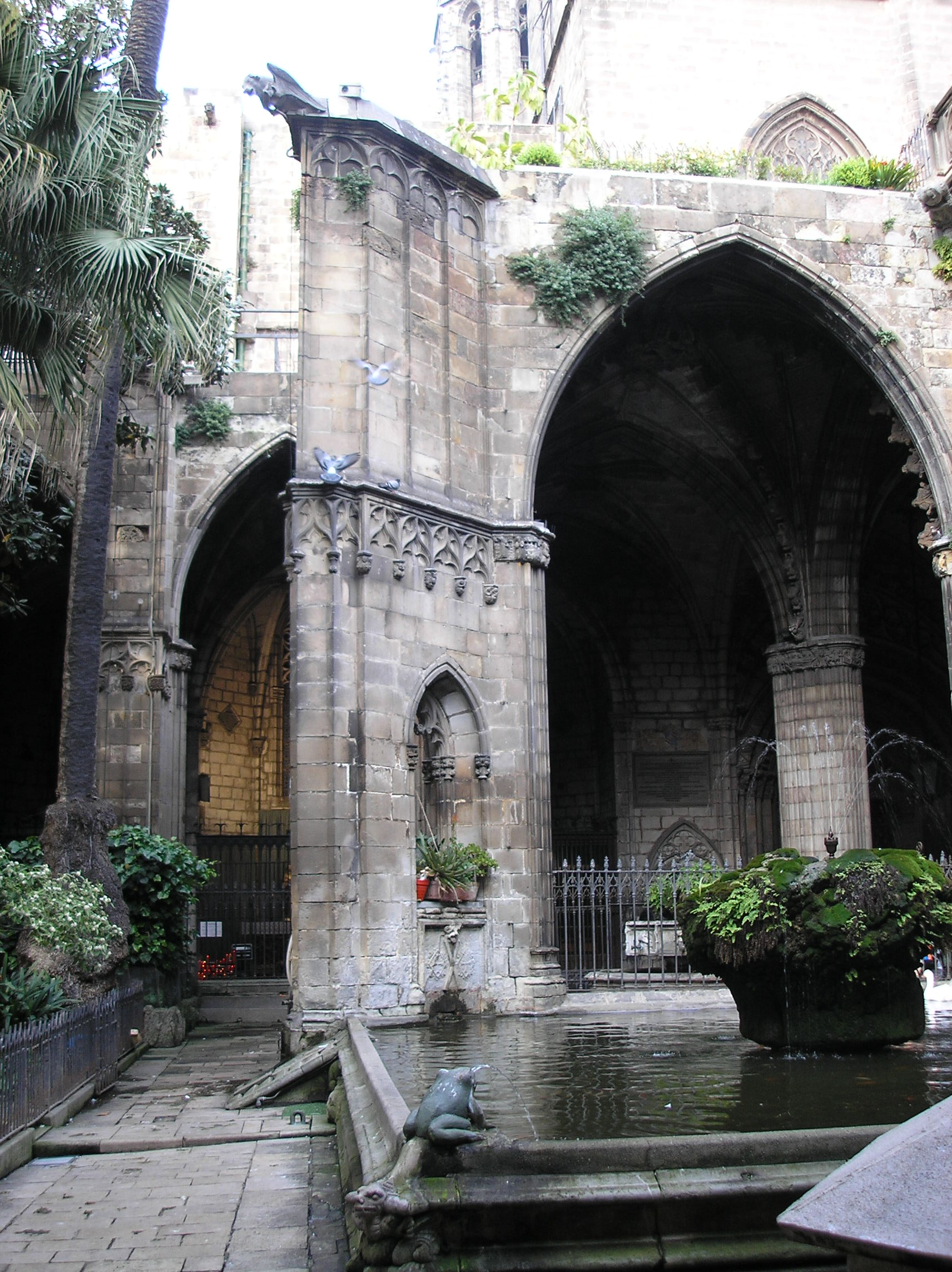
Jardín del claustro

En tiempos del obispo Frodoí en el siglo IX fue cuando se instituyó el colectivo de canónigos y el nuevo claustro gótico está emplazado en el mismo lugar que ocupaba el primitivo románico. Su construcción data de los siglos XIV y XV y participaron grandes arquitectos como Andreu Escuder y escultores como los Claperós, padre e hijo.
Al claustro se accede por las puertas exteriores de la Piedad y de Santa Eulalia además de la del interior de la catedral situada en el crucero realizada en mármol blanco con arquivoltas de finas columnas y un tímpano claramente gótico.

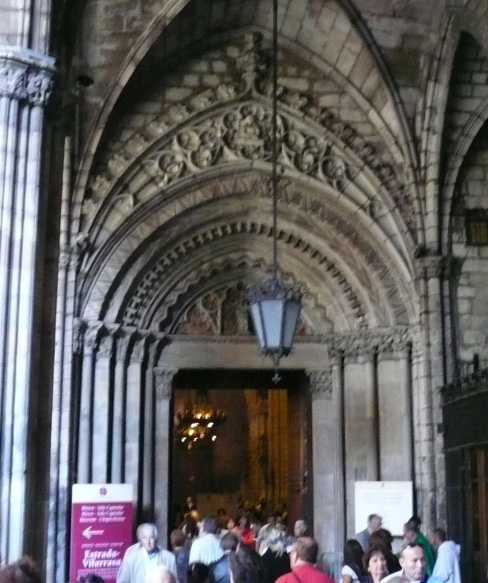
La puerta del claustro

Esta puerta que comunica la catedral con el claustro se abre en el lado opuesto al portal de San Ivo. Realizada en mármol blanco italiano y factura románica, aunque es ligeramente ojival, actualmente se cree que era una de las puertas laterales de la catedral románica, que se encontraba en el mismo lugar, si bien durante el siglo XX diferentes autores han estado defendiendo que era la puerta principal (trasladada y reducida para convertir el arco de medio punto en ojival) o que era una obra importada de un taller italiano. Tiene arquivoltas decoradas con motivos geométricos y sobre los capiteles, las impostas y los ábacos hay esculpidos temas del Antiguo y Nuevo Testamento y luchas del hombre con fieras. Sobre las arquivoltas hay añadida una crestería gótica posterior que ayuda a integrar la puerta al conjunto de la catedral.
En el centro se encuentra un jardín renovado a últimos del siglo XIX con magnolios y grandes palmeras y correteando por allí trece ocas blancas.

El entierro de Cristo, de Josep Llimona (1920)

En el ángulo más cercano a la puerta de la Piedad se puede ver un templete con la fuente del maestro de obras Escuder, en cuyo centro se encuentra una clave de bóveda con la escena de San Jorge luchando con el Dragón de los escultores Antoni y Joan Claperós del año 1448 y otra escultura de San Jorge con caballo situada en el centro del surtidor del agua de la fuente. Esta escultura es obra del escultor contemporáneo Emili Colom, realizada en 1970.
En los arcos del claustro se pueden ver escenas del Antiguo y Nuevo Testamento, así como la leyenda del Árbol de la Santa Cruz, en los relieves tallados en la franja a modo de capitel que rodea las columnas de los arcos ojivales.
En tres de sus galerías se encuentran capillas, que en un principio estaban bajo la advocación del patrón de alguna institución o gremio, así como panteón de alguna familia, todas ellas están cubiertas con bóveda de crucería cuatripartitas con claves de bóveda en su centro de unión. Como capillas modernistas las de la familia Sanllehy, realizada por el artista Josep Llimona y la de la familia Girona, representando las tres virtudes, la fe, la esperanza y la caridad del escultor Manuel Fuxá; el crucifijo es obra del escultor Eduard Alentorn del año 1910.
L'ou com balla (literalmente el huevo como baila) es una tradición propia de la ciudad de Barcelona, que tiene lugar el día de Corpus Christi y que se realiza en varios surtidores uno de los cuales es el del claustro de la catedral.
- Wikimedia Commons alberga una categoría multimedia sobre Claustro de la Catedral.

## Nueva Sala Capitular y Museo Catedralicio

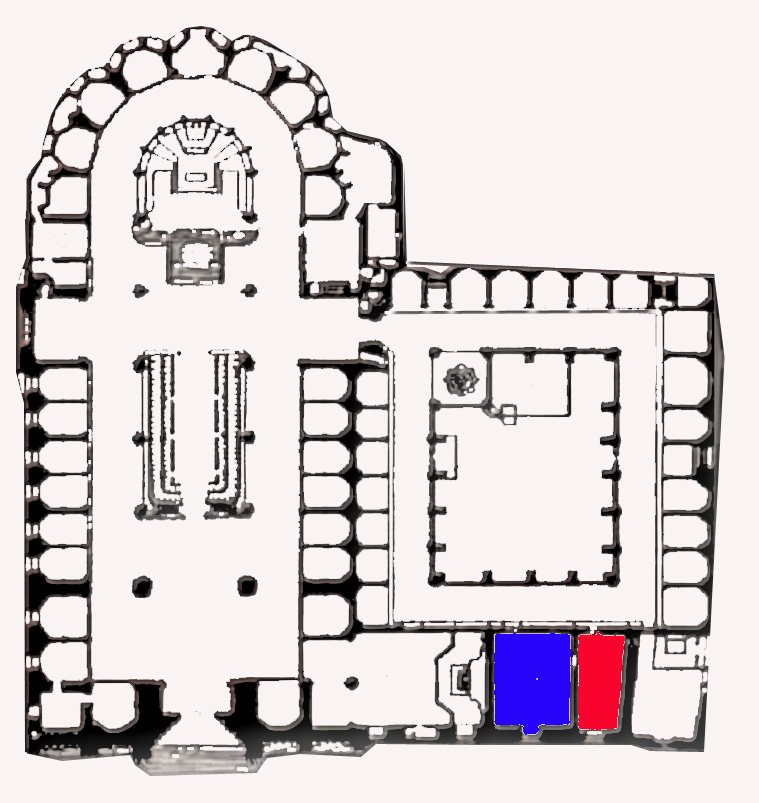
Situación de la sala de cabrevación (en azul) y de la sala capitular nueva (en rojo)

Está situada con entrada por la galería norte del claustro, (la única que no tiene capillas) junto a la capilla de Santa Lucía. Consta de dos estancias, la de la cabrevación y la nueva sala capitular, del siglo XVII con planta rectangular y cubierta con bóveda de cañón con lunetas, totalmente decorada con pinturas; en el plafón central se representa la Glorificación de Santa Eulalia y San Olegario, en los laterales están pintados con figuras alegóricas con textos de las Sagradas Escrituras. Es obra del pintor barcelonés Pau Priu.

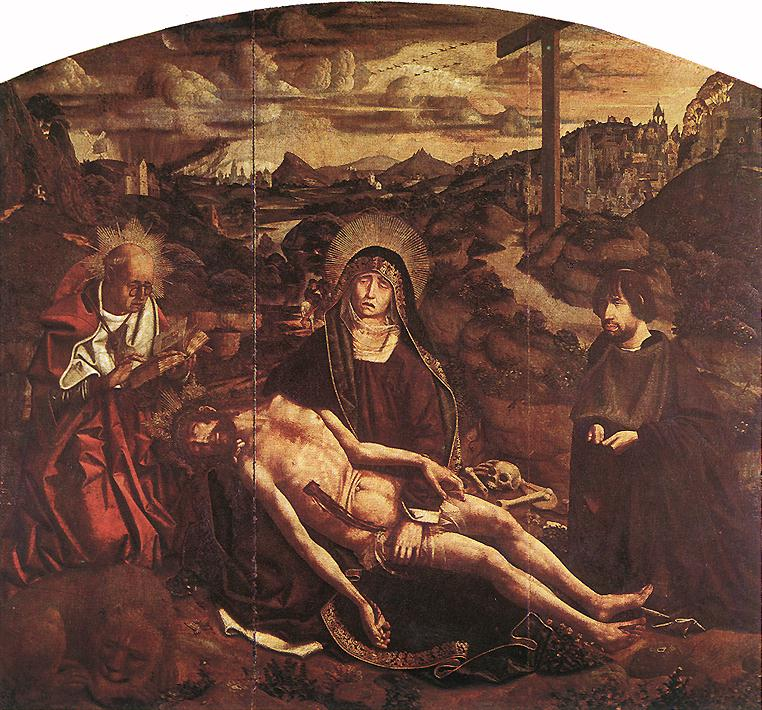
Piedad de Bartolomé Bermejo (1490)

La colección de obras no es muy extensa, pero sí significativa. Del antiguo templo románico, destaca la pila bautismal de forma trevolada del siglo XI.
En pintura, entre diversas tablas góticas, destaca la obra de Bartolomé Bermejo, sufragada por el canónico Lluís Desplá, La Piedad pintada sobre tabla en 1490. Del pintor Jaume Huguet, el retablo de San Bernardino y el Ángel Custodio de los años 1465/1470.
Se exponen también magníficos frontales de altar bordados, representando escenas de la vida de Jesús del siglo XV.
La imagen de terracota de Santa Eulalia realizada por Antoni Claperós, es la que había estado colocada en el tímpano de la puerta de Santa Eulalia de la Catedral, donde en la actualidad hay una reproducción.

## Obras de restauración

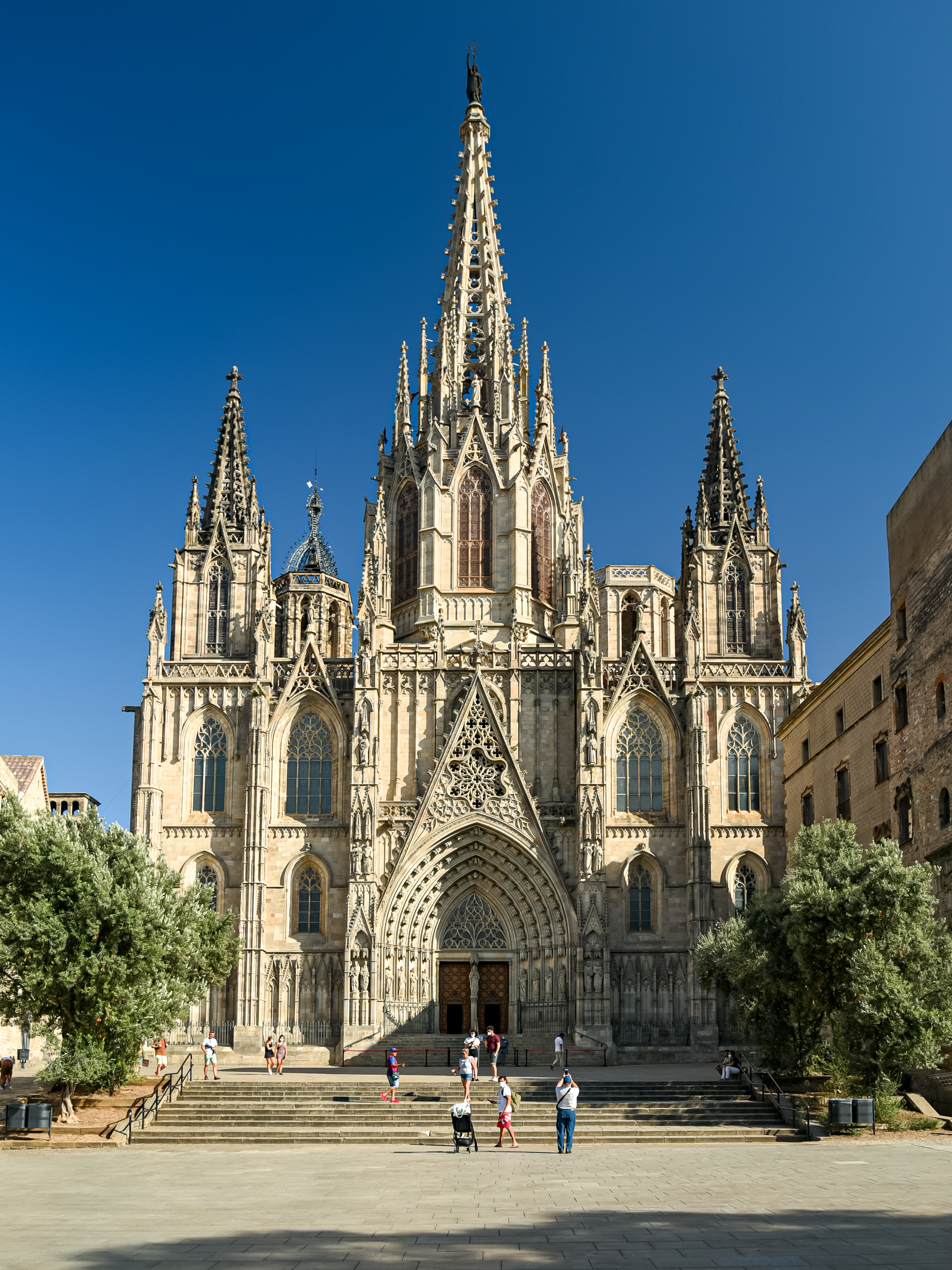
Fachada principal en 2020

A partir del año 2005, se empezaron unas obras de reconstrucción en la fachada principal junto con las dos torres laterales y el cimborrio. Debido a la dilatación que se produce por el cambio de temperatura y las filtraciones de agua dentro de las piedras, que están ancladas por elementos de hierro, ya oxidados, se quebraban con el peligro de desprendimientos.
Los arquitectos encargados de su restauración son Josep Fuses i Comalada y Mercè Zazurca i Codolà. Su presupuesto inicial fue de más de cuatro millones de euros, que junto con otros estudios posteriores de reforzamiento del perímetro de la catedral, asciende a unos siete millones; se deberá desmontar una tercera parte de la fachada y substituir las piedras destrozadas y los anclajes de hierro por otros de acero inoxidable o titanio. En principio la piedra será como la original de Montjuïc. A pesar de que la cantera ya fue clausurada, el ayuntamiento tenía piedra guardada en sus depósitos municipales. De no haber suficiente con estas reservas, se traería una piedra similar procedente de canteras escocesas.

## Leyendas de la catedral
Xavier Barral i Altet narra algunas de las numerosas leyendas y costumbres sobre la catedral.
Según creencia popular, los viernes daba mala suerte chocar dos o más llaves; cuando se tenía que cerrar la catedral, se anunciaba precisamente con el ruido que ocasionaba el choque de llaves, menos el viernes que se hacía sonar una campanilla y los monaguillos llevaban las llaves una en cada mano.
Se dice que la muerte de los canónigos la anunciaba San Benito tres días antes, con tres golpes de maza en la bóveda para que resonara en todo el templo y si se trataba del obispo hacía sonar la campana Tomasa, también tres veces.
Cuando salía la procesión del Corpus los cañones del castillo de Montjuïc lo anunciaban con cañonazos y se cerraban todas las puertas de la muralla de la ciudad, hasta que la Custodia volvía a entrar en la catedral.
Debajo del órgano estaba colgada la carassa (caraza), una cabeza de turco (se colocó tras la batalla de Lepanto) de cartón, que en el día de los Santos Inocentes, cuando el organista tocaba una nota más grave, abría su boca y arrojaba golosinas por ella. A partir de 1970 se encuentra en el triforio de la catedral.
Era creencia popular que las esculturas de la fachada gótica se habían llegado a esculpir y estaban escondidas bajo tierra, en las escalinatas de la entrada a la catedral, en espera de la construcción de la fachada; cuando en el siglo XIX se llevaron a cabo las obras de la fachada principal, mucha gente acudió a ver la extracción de las esculturas; al no ser así, se han creado nuevas habladurías sobre su destino.